# ラファエロ・サンティ

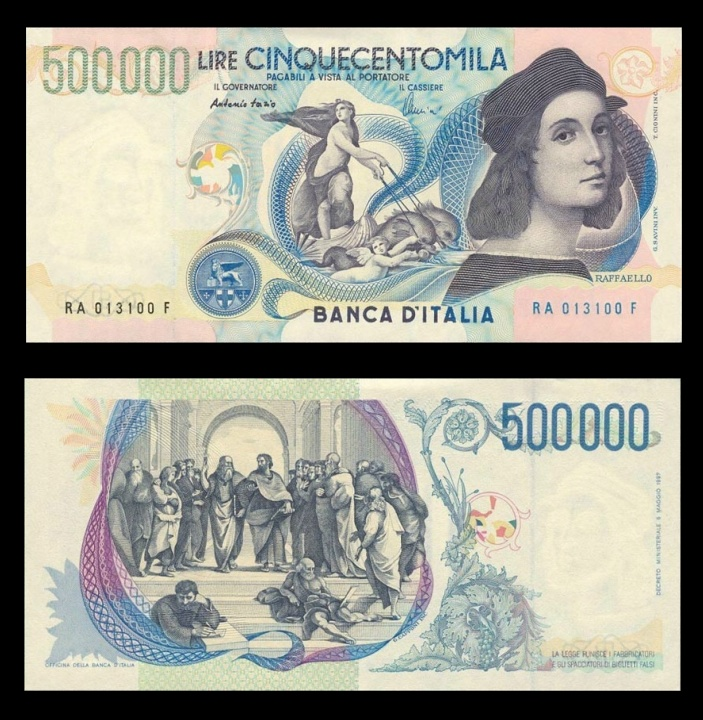
ラファエロ・サンティの肖像と、ガラテイアの勝利がデザインされている500000リラ紙幣

ラファエロ・サンティ（伊: Raffaello Santi、 1483年4月6日 - 1520年4月6日）は、盛期ルネサンスを代表するイタリアの画家、建築家。一般的には単にラファエロと呼ばれ、日本ではラファエッロ、ラファエルロ、ラファエルなどという表記のゆれが見られる。イギリスではラファエルと呼ばれるのが一般的である。
ラファエロの作品はその明確さと分かりやすい構成とともに、雄大な人間性を謳う新プラトン主義を美術作品に昇華したとして高く評価されており、レオナルド・ダ・ヴィンチ、ミケランジェロとともに、盛期ルネサンスの三大巨匠といわれている。
ラファエロは異例なほどに大規模な工房を経営しており、短い生涯に多数の作品を制作した。多くの作品がヴァチカン市国のヴァチカン宮殿に残されており、とくに「ラファエロの間」と総称される4部屋のフレスコ画は、ラファエロの最盛期作品における最大のコレクションとなっており、もっとも有名な作品の一つの『アテナイの学堂』も「ラファエロの間」のうち「署名の間」と呼ばれる部屋のフレスコ壁画である。ローマでの活動時代初期に描かれた作品の多くは、デザインこそラファエロのものだが、下絵以外の大部分は工房の職人が手がけたもので、ラファエロが最後まで自身で手がけたものよりも品質の面で劣るといわれている。ラファエロは存命時から高い評価を受けた影響力の高い芸術家だったが、ローマ以外の地ではラファエロの絵画やドローイングをもとにした版画でよく知られていた。ラファエロの死後、年長だが長命を保ったミケランジェロの作品が18世紀から19世紀にいたるまで西洋絵画界により大きな影響を与え続けたが、ラファエロの穏やかで調和に満ちた作品も非常に優れた模範的作風であると評価されていた。
マニエリスム期の画家、伝記作家ヴァザーリの著作『画家・彫刻家・建築家列伝』の記述を嚆矢として、ラファエロのキャリアは3期に大別されることが多い。ウルビーノで活動していたキャリア初期、フィレンツェの伝統的絵画の影響が見られる1504年から1508年にかけての4年間、そして死去するまでの二人のローマ教皇とその側近に緊密な後援を受けていたローマでの輝ける12年間である。

## 生い立ち

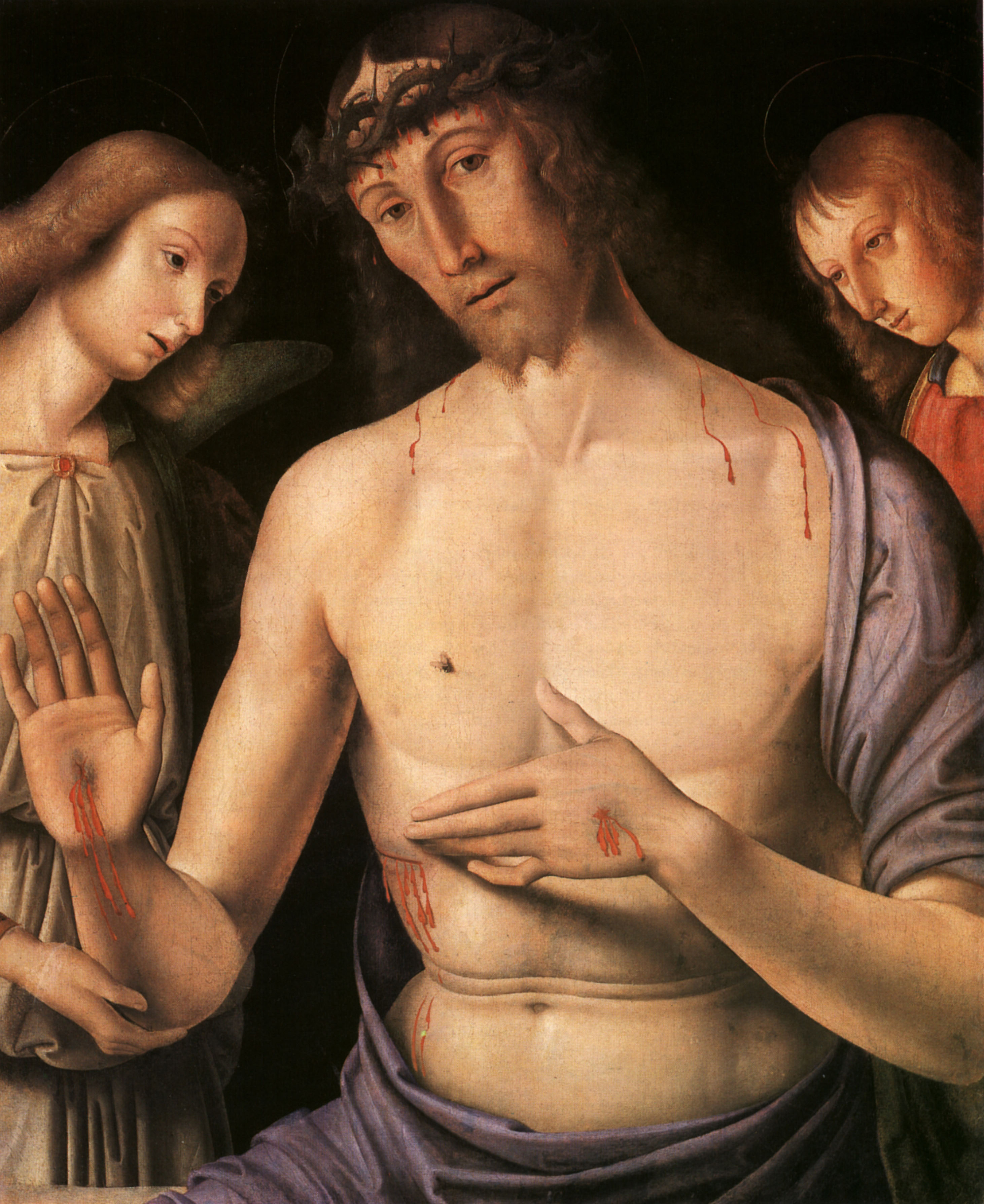
『天使に支えられるキリスト』（1490年頃）、ラファエロの父ジョヴァンニ・サンティの作品

1483年にラファエロは、小国だが美術史上重要な中央イタリアの都市国家ウルビーノ公国に、ウルビーノ公宮廷画家ジョヴァンニ・サンティ (en:Giovanni Santi) の息子として生まれた。
傭兵隊長として活躍し、ローマ教皇シクストゥス4世からウルビーノ公爵位を叙爵したウルビーノ公フェデリーコ3世は文人を庇護した君主で、フェデリーコ3世のもと当時のウルビーノ宮廷文化は高い評価を受けていた。フェデリーコ3世はラファエロが誕生する一年前の1482年に死去しており、当時のウルビーノ宮廷では芸術よりも文学のほうがより重視されていた。
ラファエロの父ジョヴァンニは画家であると同時に、フェデリーコ3世の生涯を物語る韻文詩を書き上げるほどの一種の詩的才能も持っており、宮廷の出し物として上演される仮面劇の脚本と舞台装飾を手がけることもあった。フェデリーコ3世に捧げたジョヴァンニの詩からは、当時美術の最先端だった北イタリアの画家たちと初期フランドル派の画家たちに強い興味を持っていたことが窺える。他国の宮廷と比べて小規模だったウルビーノ宮廷だったがゆえに、ジョヴァンニは他国の宮廷画家たちよりも君主一家とより親密な関係を築いていたと考えられている。
フェデリーコ3世の後を継いでウルビーノ公爵となったのは息子のグイドバルドである。グイドバルドは、小国とはいえ当時のイタリアでもっとも音楽と芸術が盛んだったマントヴァの君主フランチェスコ2世の妹エリザベッタ・ゴンザーガと結婚した。この君主夫妻のもとでウルビーノ宮廷は、フェデリーコ3世統治時と同じく文学の中心地であり続けた。高い文化的水準を有するウルビーノ公国宮廷での生活を通じて、ラファエロは洗練されたマナーと社交的性格を身につけていったとヴァザーリは記している。
1504年からバルダッサーレ・カスティリオーネがウルビーノ宮廷に出仕しており、カスティリオーネは人文主義溢れるウルビーノ宮廷での生活をモデルとして、1528年に後世の上流階級層の規範となる著作『宮廷人』を出版している。カスティリオーネがウルビーノ宮廷に仕えだした1504年には、すでにラファエロはウルビーノ宮廷を主たる活動の場とはしていなかったが、それでもウルビーノ宮廷にはよく顔を出しておりカスティリオーネともよき友人関係を築いた。
その他にもラファエロはウルビーノ宮廷を訪れる多くの知識人たちと親しく交わっていた。とくに著名な文学者だったベルナルド・ドヴィツィ (en:Bernardo Dovizi) とピエトロ・ベンボは、後年両者とも枢機卿に任ぜられてローマに滞在し、同じく後年ローマに移住したラファエロと親交を持ち続けた。生涯を通じてラファエロは上流階級との交際が巧みで、このことがラファエロの画家としてのキャリアが順風満帆だったと思わせる要因の一つとなっている。しかしながらラファエロは十分な人文主義的教育を受けておらず、ラファエロが上流階級の共通言語であるラテン語に不自由しなかった理由はよく分かっていない。

## 若年期

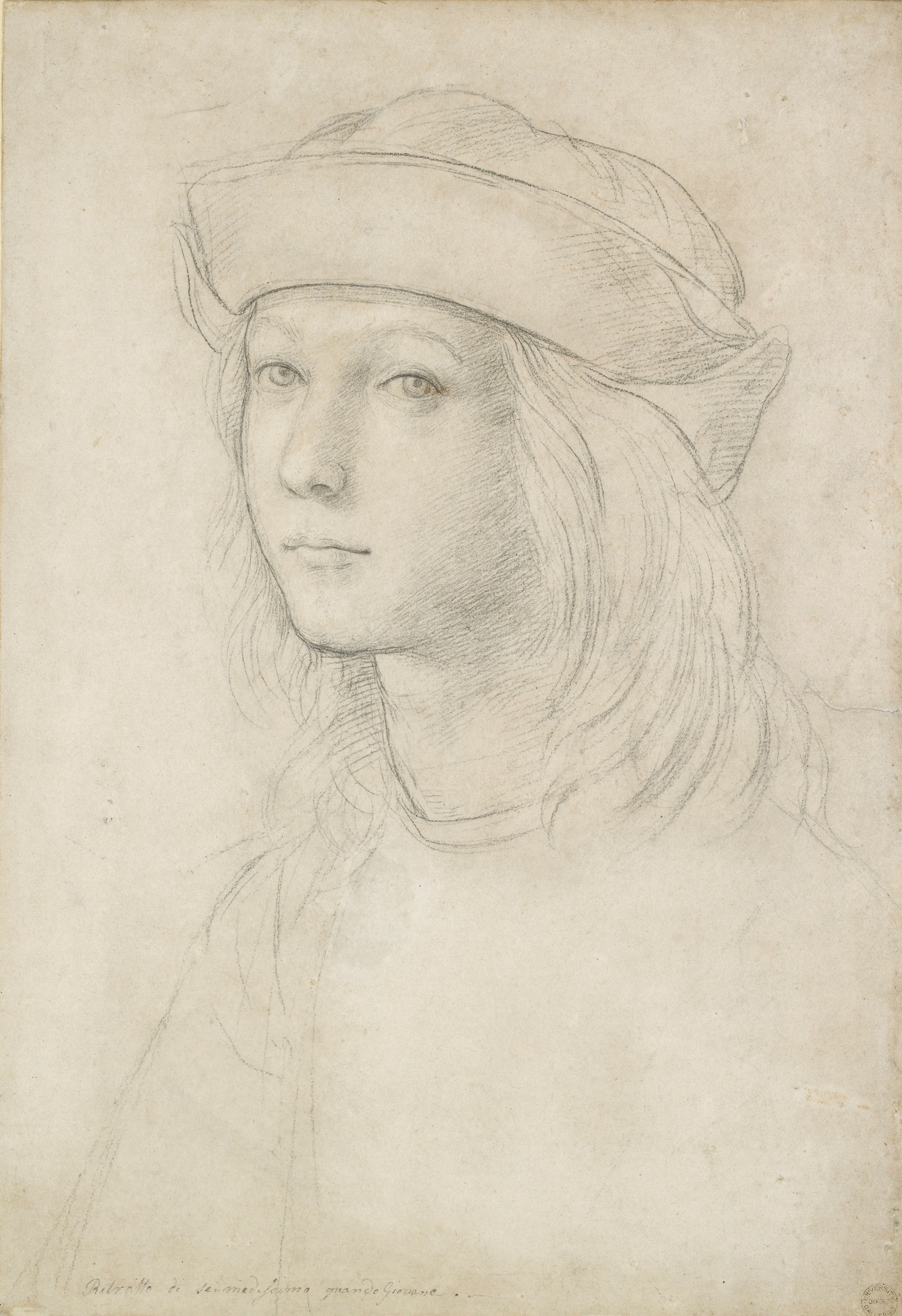
ラファエロが10歳代で描いた自画像といわれている。

ラファエロの母マージアは、ラファエロが8歳の1491年に死去し、その後再婚していた父ジョヴァンニも1494年8月1日に死去している。11歳で孤児となったラファエロの後見人となったのは唯一の父方の伯父で、聖職者のバルトロメオだった。バルトロメオは後年になってからラファエロの義母に告訴されることになる人物である。
ヴァザーリの『画家・彫刻家・建築家列伝』によれば、ラファエロは幼少のころから芸術の才能を見せ、宮廷画家だった父の仕事の「大きな手助け」になるほどだった。10代で描いたといわれる美しいドローイングの自画像からも、その芸術的才能の片鱗がうかがえる。ジョヴァンニの死去後もその工房は続いており、おそらく義母と協力して幼少のラファエロも工房の経営に何らかの役割を果たしていた。
当時のラファエロは、ウルビーノで宮廷画家を務めたウッチェロ（1397年 - 1475年）や、1498年までウルビーノに近いチッタ・ディ・カステッロで活動したシニョレッリ（1445年頃 - 1523年）の絵画作品を目にする機会を得ることができた。
ヴァザーリの伝記では、父ジョヴァンニが「母親の嘆きを振り切って」幼いラファエロを、ウンブリア派の画家ペルジーノの工房に弟子入りさせたとなっている。ただし、この弟子入りの記録についてはヴァザーリの『画家・彫刻家・建築家列伝』が唯一のものである。母親が存命時であればラファエロは最年長だと仮定しても8歳となり、弟子入りするには8歳という年齢はあまりにも若すぎるのではないかとして、ヴァザーリの記述を疑問視する研究者もいる。他に、1495年からウルビーノ宮廷画家となったティモテオ・ヴィティ (en:Timoteo Viti) のもとで、ある程度画家としての修業を積んだのではないかとする説もある。いずれにせよ、ラファエロが1500年ごろにペルジーノのもとで少なくとも助手の立場にあったということで、現代の美術史家の見解はほぼ一致している。当時のペルジーノはペルージャとフィレンツェに工房を持っており、おそらく他にも2箇所で常設の小工房を経営していたと考えられている。

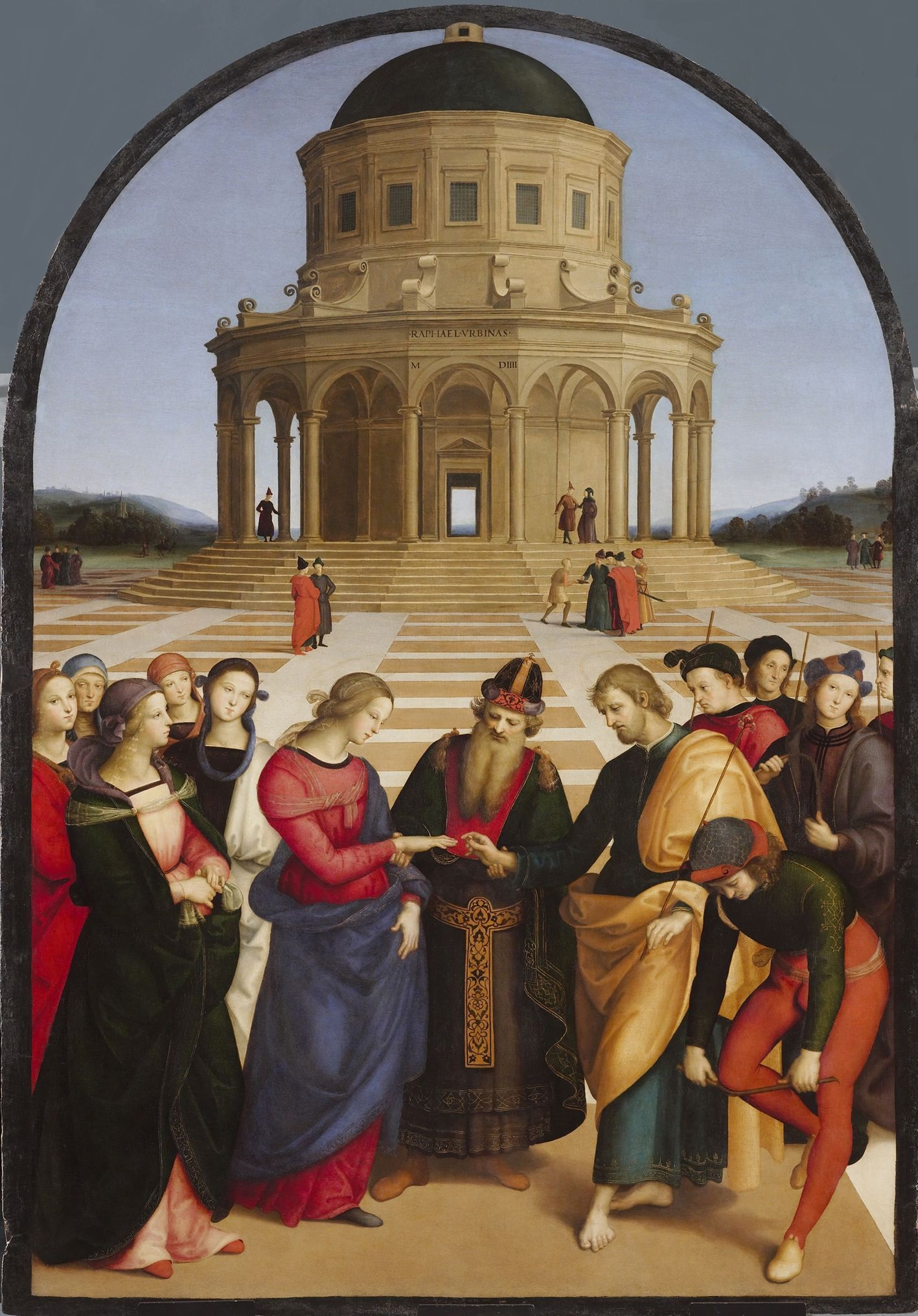
『聖母の婚礼』（1504年）
ブレラ美術館所蔵。
ラファエロがキャリア初期に描いた祭壇画の中でもっとも洗練された作品といわれる。

ラファエロの初期作品におけるペルジーノの影響は明らかで「おそらくはラファエロほどに師（ペルジーノ）の教えを吸収できる才能を持った弟子はいなかった」とされている。十代のラファエロにペルジーノは助手として、ペルージアのコッレージョ・デル・カンビオの「審問の間」のフレスコ装飾に助手として参加させるなど、ラファエロの画風の形成に大きな役割を果たした。ヴァザーリの伝記ではこの時期のラファエロとペルジーノの作品を区別することは不可能だとしているが、現代の美術史家たちはペルジーノやその工房の作品からラファエロが手掛けた箇所を判別するのは容易だと考えている。作風はともかくとして、顔料の厚塗り手法、油性ワニス展色剤の使用、衣服の陰影表現などの技法は酷似しているが、人物の肉体表現についてはペルジーノがはるかに繊弱であるとしているのである。ペルジーノの作品もラファエロの作品も、ワニスに混ぜた過度の樹脂が作品表面のひび割れ（クラクリュール）の原因となっていることが多い。ラファエロが徒弟期間を終えて「マスター」として登録されたのは1501年のことである。
記録に残るラファエロの最初期の作品は、ペルージャとウルビーノの中間にある町チッタ・ディ・カステッロのサン・タゴスティーノ教会の礼拝堂用に描いた『バロンチの祭壇画』 (en:Baronci altarpiece) である。1500年に注文を受け1501年に完成したこの作品は、現在では数点の断片と下絵が残るのみとなっている。その後の数年間に各地の教会からの依頼で絵画を制作しており、ナショナル・ギャラリー所蔵の『モンドの磔刑』（1502年 - 1503年）、ブレラ美術館所蔵の『聖母の婚礼』（1504年）、ヴァチカン美術館所蔵の『聖母戴冠の祭壇画』（1502年 - 1504年）などが現存している。
ラファエロはこの時期にフィレンツェをよく訪れており、ペルジーノの影響がいくらか見られるものの、独自作風で描いた大規模な作品がフィレンツェに残っている。また、美しい小作品 (en:Cabinet painting) も多数制作している。それらの小作品の多くはおそらくウルビーノ宮廷の美術愛好家からの注文によるもので、コンデ美術館所蔵の『三美神』（1504年 - 1505年）、ルーヴル美術館所蔵の『聖ミカエルと竜』（1504年 - 1505年ごろ）などが有名な作品となっているほか、聖母マリアや聖母子をモチーフとした作品や肖像画もこの時期から描き始めている。1502年にラファエロは、ペルジーノの弟子で「ラファエロの友人で、極めて優れたデッサンの技量を持つ芸術家」ピントゥリッキオの招きでシエーナを訪れている。このときのシエーナ訪問の理由は、ピントゥリッキオが手がける作品のデザインの手助けをラファエロに求めたためで、現在シエーナ大聖堂のピッコロミーニ図書館に残るピントゥリッキオのフレスコ壁画のデザインだった可能性が高い。ラファエロは画家としてのキャリア初期から、絵画制作注文を多く受けていた。

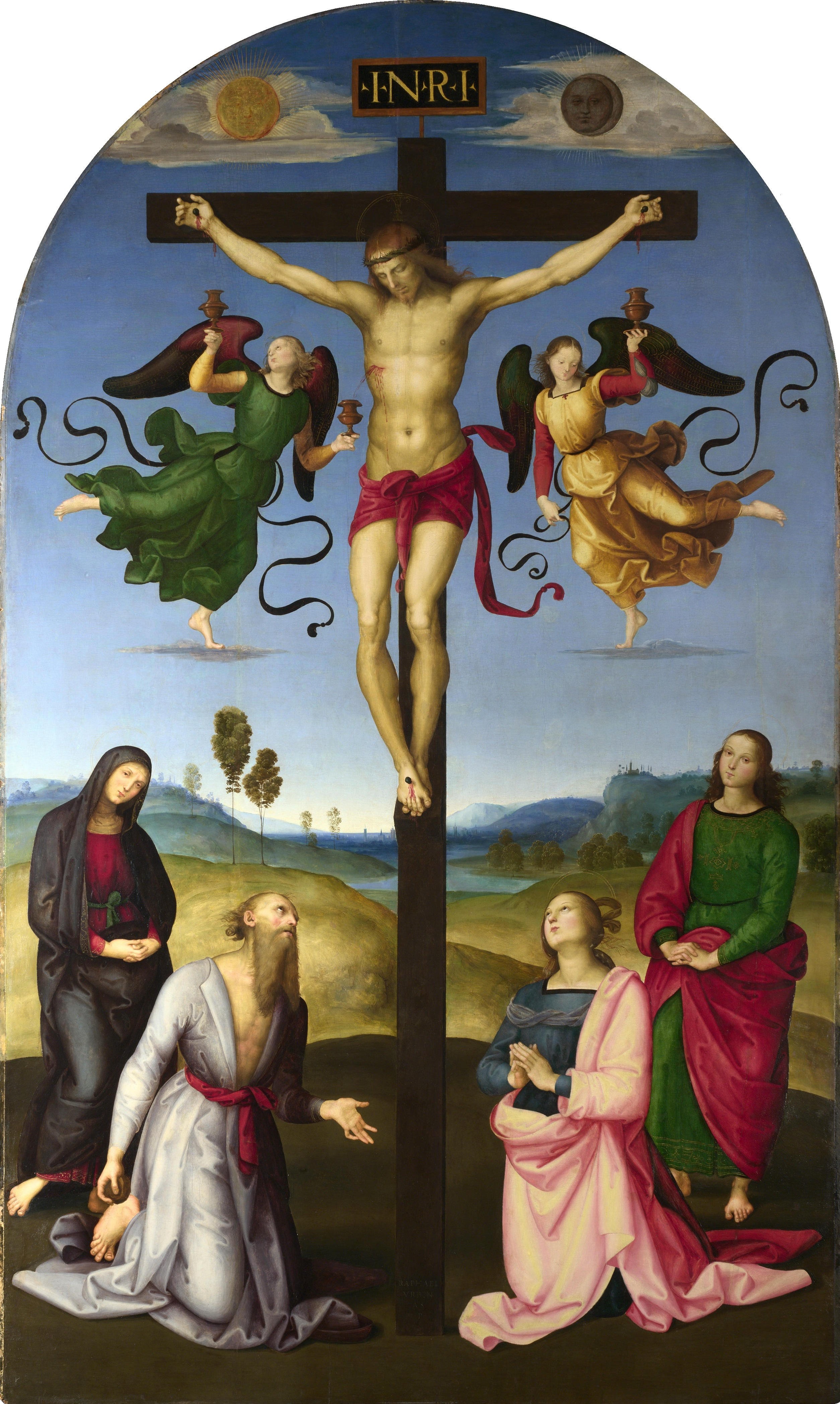
『モンドの磔刑』（1502年 - 1503年） ナショナル・ギャラリー所蔵。 ペルジーノの作風に酷似している。
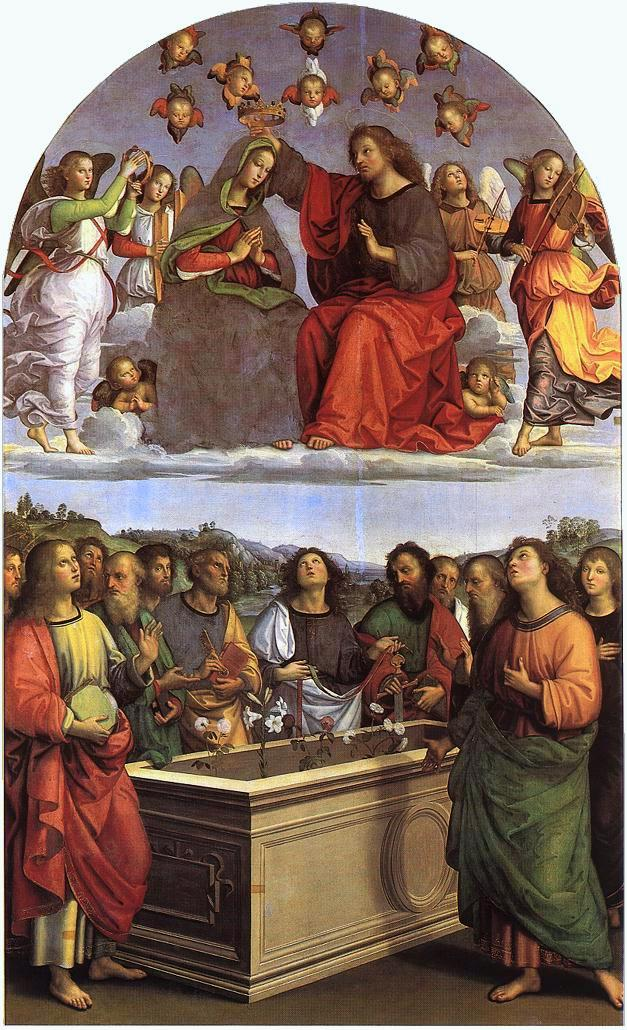
『聖母戴冠の祭壇画』（1502年 - 1504年） ヴァチカン美術館所蔵。
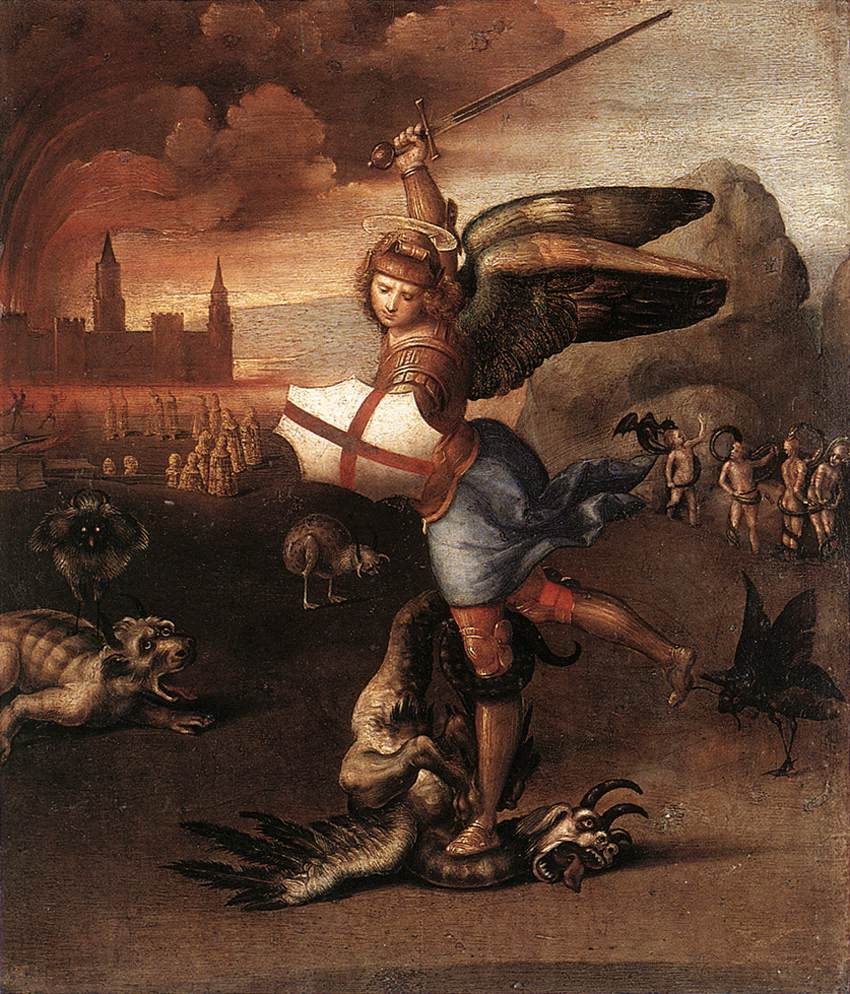
『聖ミカエルと竜』（1504年 - 1505年） ルーヴル美術館所蔵。
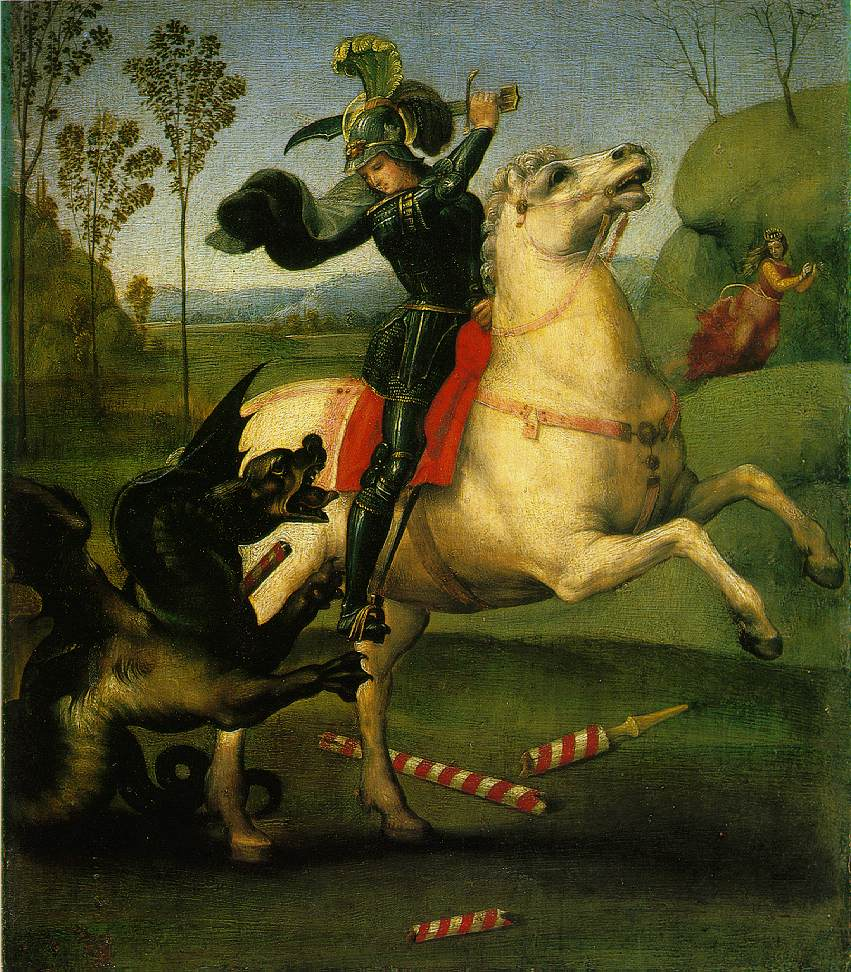
『聖ゲオルギオスと竜』（1505年 - 1506年） ルーヴル美術館所蔵。 29 x 21 cmの小作品。

## フィレンツェ絵画からの影響

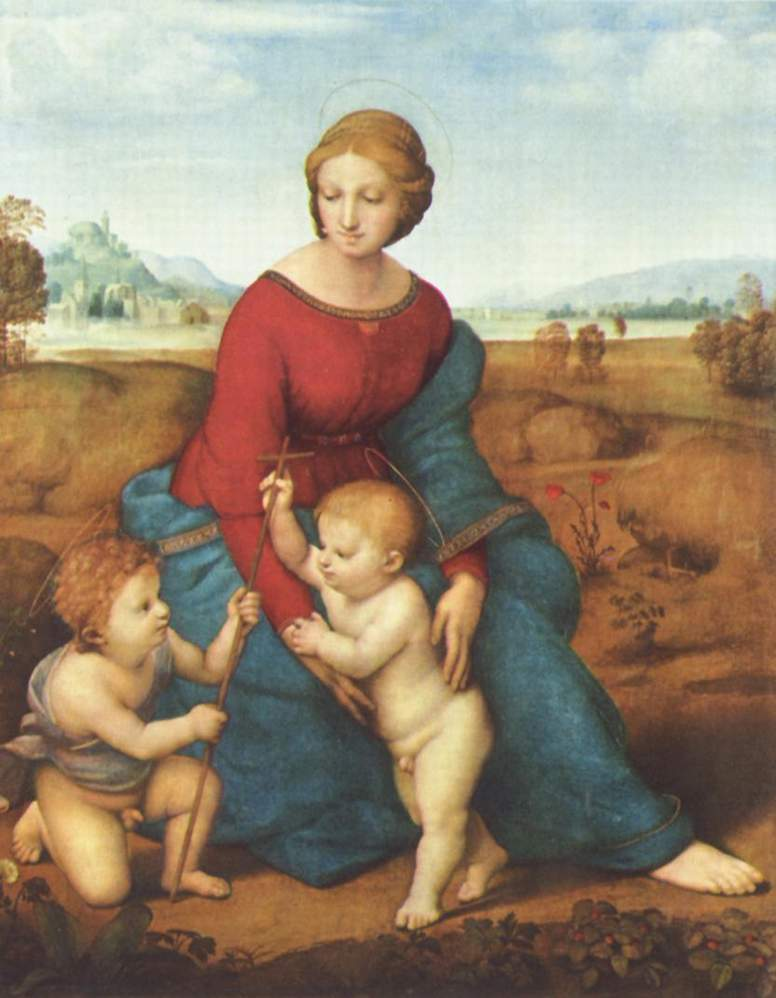
『ベルヴェデーレの聖母』（1506年頃）
美術史美術館所蔵。
レオナルド・ダ・ヴィンチが創始した三角の構成で聖母子が描かれている。

ローマに落ち着くまでのラファエロは「放浪の」人生を送った。北イタリアの様々な主要都市で絵画を手がけ、フィレンツェでは1504年ごろからかなりの長期間にわたって滞在している。しかしながら、1504年から1508年のフィレンツェの公式記録によれば、ラファエロは常時フィレンツェに居住していたわけではない。また、ウルビーノ公子からフィレンツ行政長官へ宛てた、1504年10月の日付が入った書簡が残っており、「この書簡の持参者はウルビーノの画家ラファエロです。芸術的才能に溢れるこの青年は、フィレンツェでさらなる修行を行うことを決めました。彼の父親は極めて立派な人物であり、私も非常に尊敬しています。その息子は、とても聡明で礼儀正しいことに定評がある青年で、私も彼に大きな愛情を抱いています……」と記されている。
ラファエロはペルジーノのもとで修行していたころから、最先端のフィレンツェ美術を取り入れつつ自身の作風を確立していった。1505年ごろに制作されたペルージャのフレスコ画には、ヴァザーリがラファエロの友人と書いているフィレンツェの画家フラ・バルトロメオの影響を受けたと思われる、新しい作風の人物像が描かれている。しかしながらこの時期にラファエロが描いた作品にもっとも直接的な影響を与えたのは、1500年から1506年にかけてフィレンツェに戻っていたレオナルド・ダ・ヴィンチだった。レオナルドの作品の影響のもとラファエロが描く人物像は、より生き生きとした複雑な姿勢をとったものへと変化していった。ラファエロが描く絵画は未だ平穏なものが多かったが、裸身で争う男性のデッサンなどはフィレンツェで修行を重ねたこの時期に熱中したものの一つである。

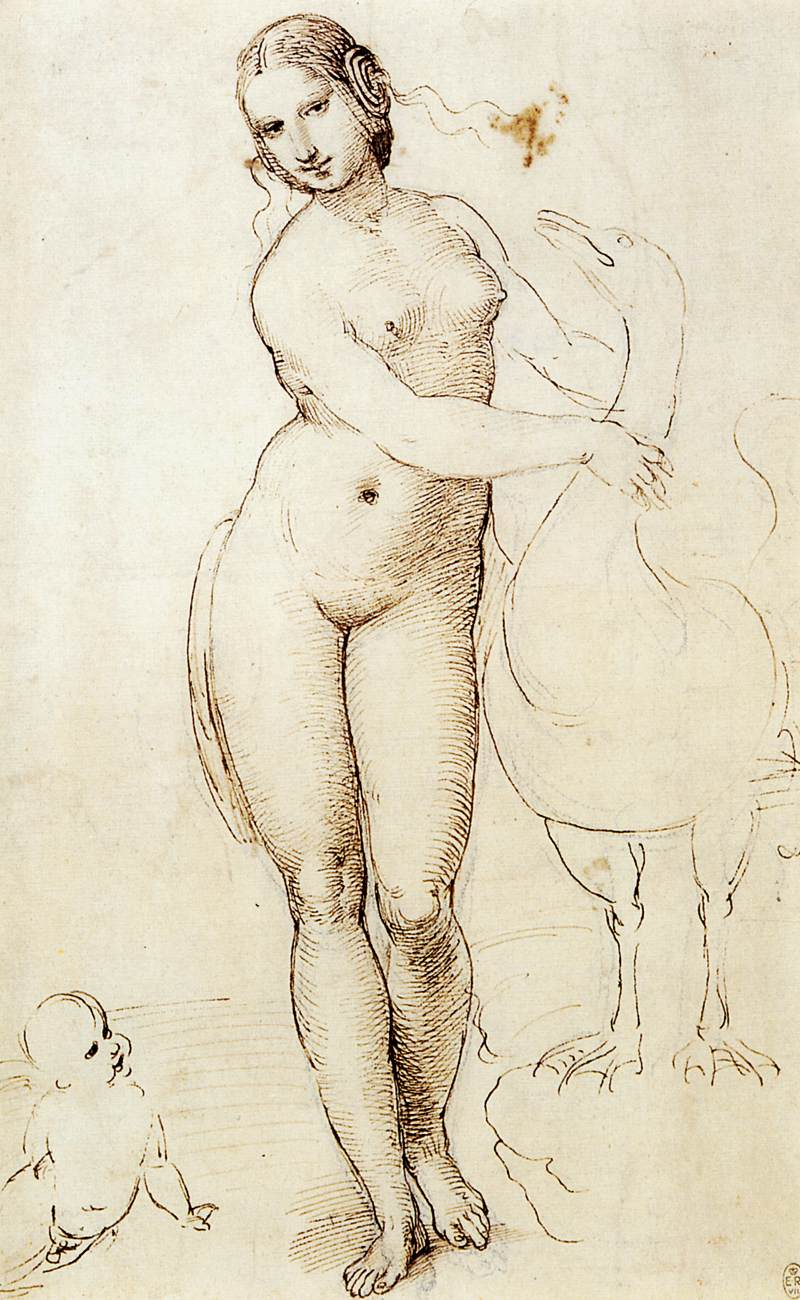
レオナルド・ダ・ヴィンチが描いた『レダと白鳥』をラファエロが模写したドローイング。
ロイヤル・コレクション所蔵。
レオナルドのオリジナル作品は現存していないが、ほかの画家による複製が数点残っている。

ほかにもレオナルドのモナリザを真似たと思われる、斜め前を向いた三角の構成で若い女性を描いたドローイングがあるが、作風は完全にラファエロ独自のものといえる。また、レオナルドが創始した「聖家族」「聖母子」を三角の構成で描く手法もラファエロは取り入れており、この構成で描かれた聖家族や聖母子はラファエロの絵画の中でも非常に有名な作品が多い。イギリス王室のロイヤル・コレクションが所蔵する、ラファエロが模写したレオナルドの『レダと白鳥』（模写が数点残っているが、レオナルドのオリジナルは現存せず）のドローイングがあり、ラファエロの『アレクサンドリアの聖カタリナ』のカタリナのポーズ（コントラポスト）は、レオナルドの『レダと白鳥』に描かれているレダのポーズを真似ている。また、レオナルドが完成したといわれる絵画技法のスフマートもラファエロは自身の技法として昇華しており、微妙な人体表現や人物相互の感情表現として、レオナルドのスフマートよりも自然なかたちで作品に取り入れた。このような最先端の絵画技法を取り入れながらも、ラファエロの作品からペルジーノ由来の柔らかで清澄な光が消えることはなかった。
レオナルドはラファエロよりも30歳年長で、当時ローマで活動していたミケランジェロはラファエロよりも7歳年長だった。ミケランジェロはレオナルドを嫌っており、後年ローマで活動したラファエロのことも自分に対して陰謀をめぐらす若造として更に嫌っていた。ラファエロはすでに多くの作品をフィレンツェで描いていたが、その後数年で全く異なる方向性の作風に移行しつつあった。古代ローマのサルコファガスの装飾彫刻にヒントを得たともいわれる、ボルゲーゼ美術館が所蔵する祭壇画中央パネル『キリストの埋葬』（1507年）の画面最前部には、様々なポーズをした人物が多数描かれている。美術史家ハインリヒ・ヴェルフリンは、ミケランジェロの『聖家族』（1507年頃、ウフィツィ美術館）に描かれている聖母マリアの影響が、『十字架降下』の画面右端でひざまずいている女性に見られるとしているが、その他の人物構成はミケランジェロ、あるいはレオナルドの作風とは全く別物である。完成当初から注目され、後年になってボルゲーゼ家 (en:House of Borghese) によってペルージャへと持ち去られた『キリストの埋葬』はラファエロ独自の作品として評価されている。そして、ラファエロはルネサンス美術の特徴とも言える古典主義への興味を徐々に失っていったのである。

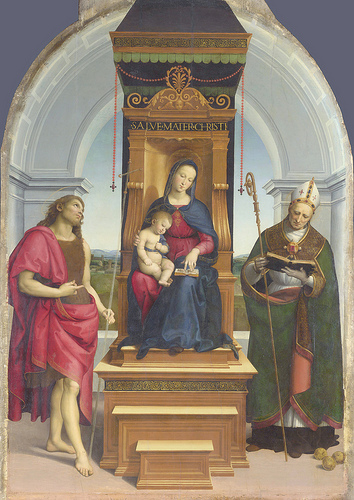
『アンシデイの聖母』（1505年頃） ナショナル・ギャラリー所蔵。 ペルジーノからの影響がなくなり始めた時期の作品。
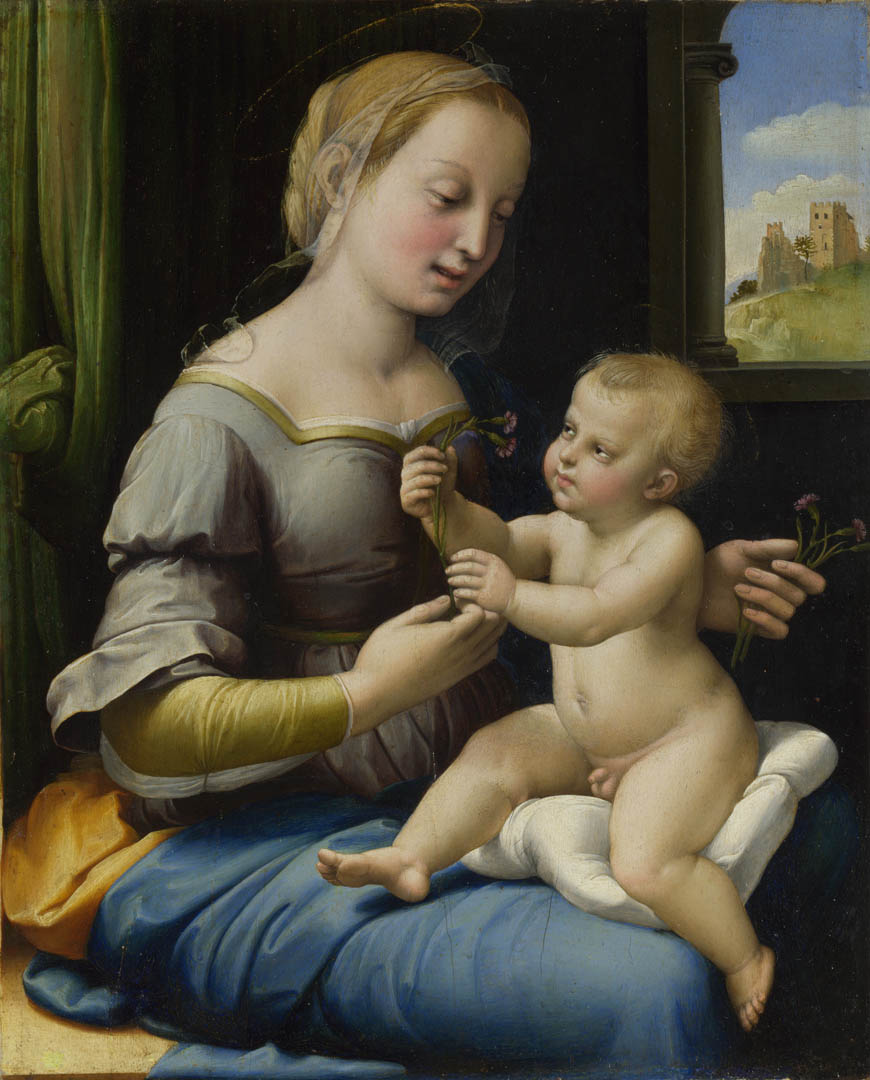
『カーネーションの聖母』（1506年 - 1507年頃 ナショナル・ギャラリー所蔵。
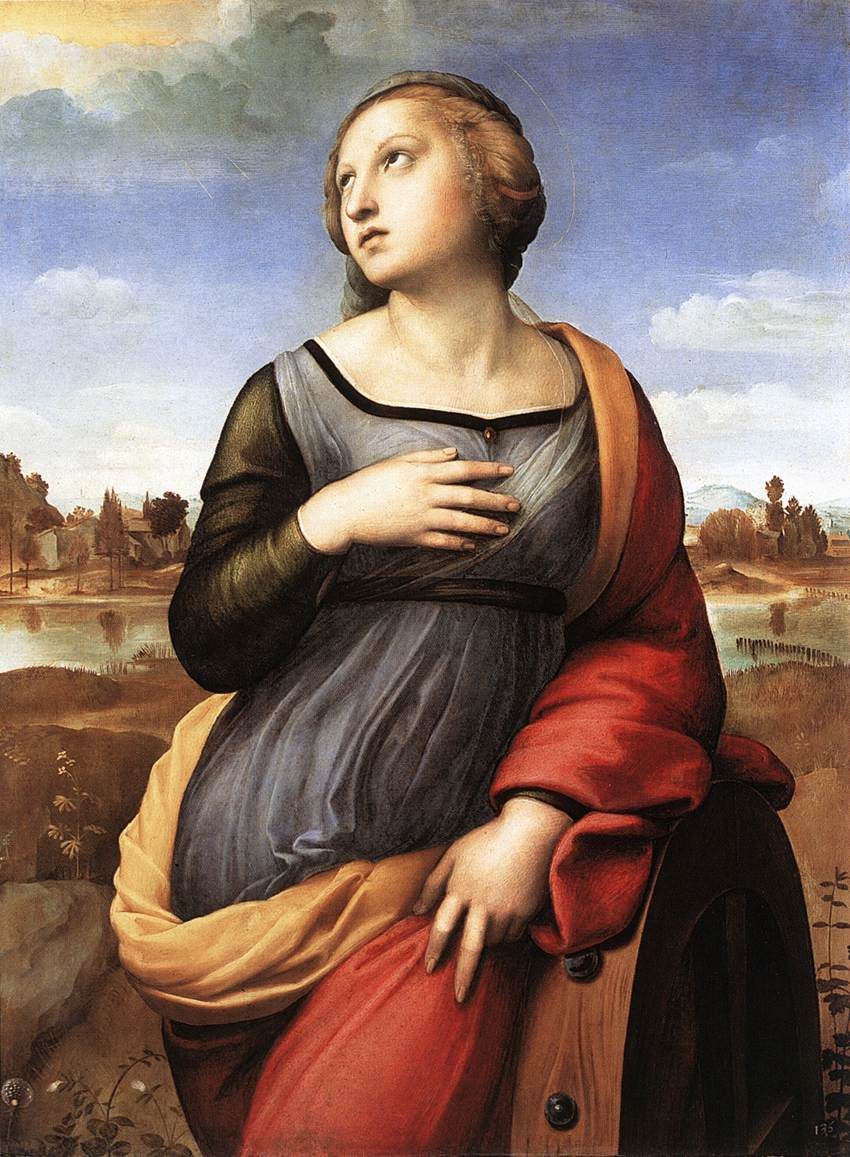
『アレクサンドリアの聖カタリナ』（1507年） ナショナル・ギャラリー所蔵。 レオナルド・ダ・ヴィンチの『レダと白鳥』のレダのポーズを取り入れている[30]。
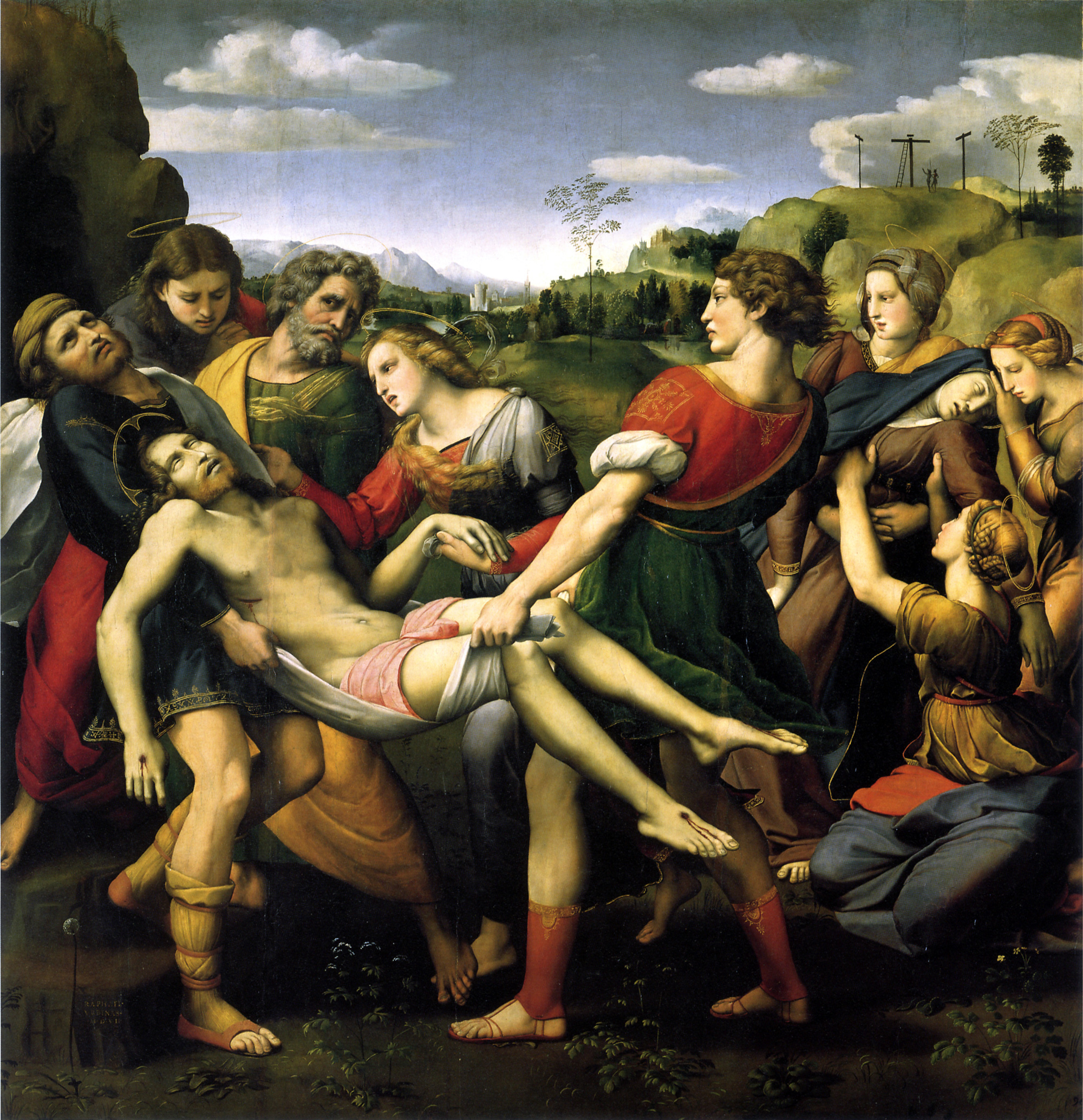
『キリストの埋葬』 ボルゲーゼ美術館所蔵。

## ローマ時代

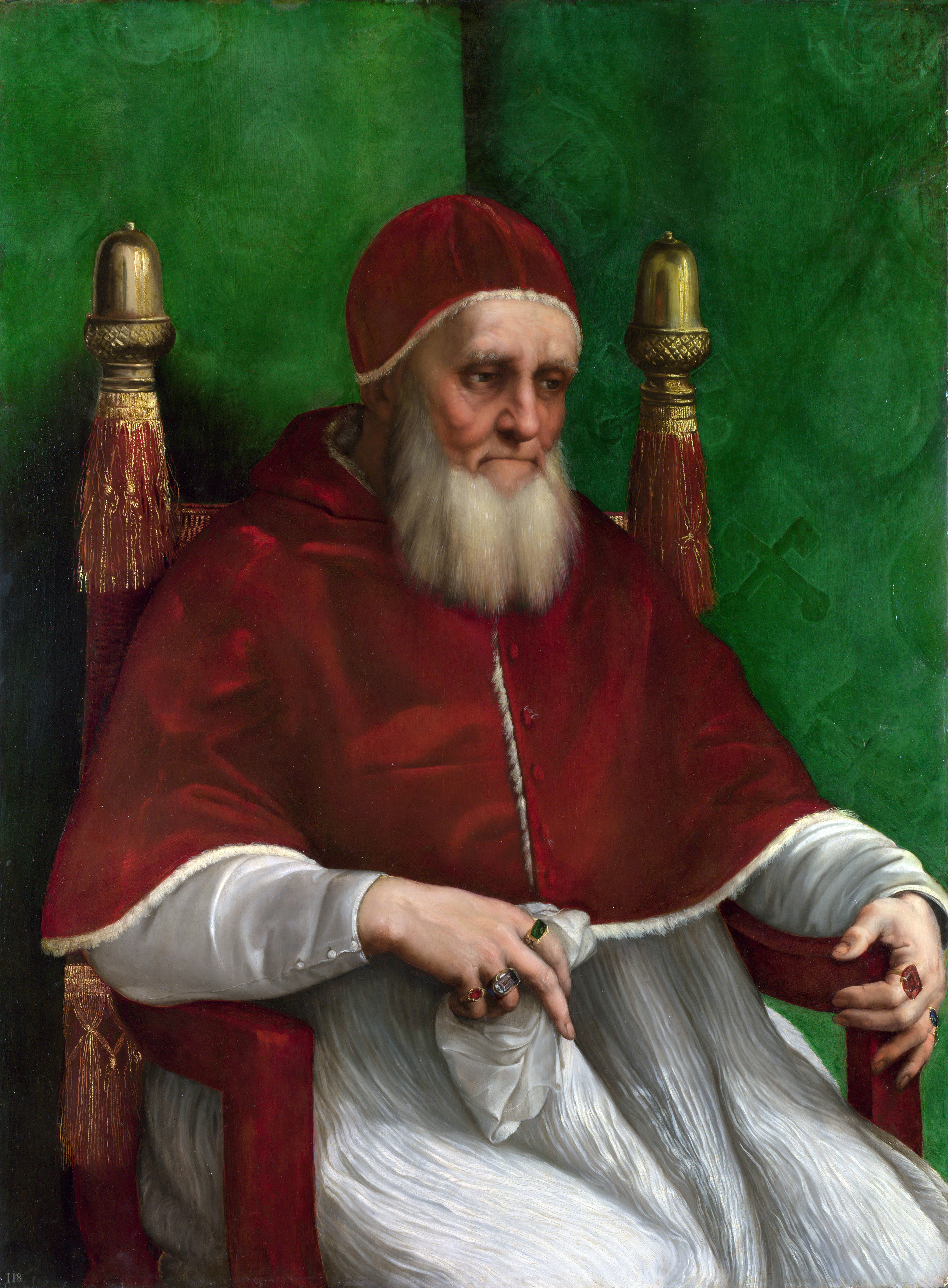
ラファエロをローマへ招き、重要なパトロンとなったローマ教皇『ユリウス2世の肖像』（1512年頃）
ナショナル・ギャラリー所蔵。
ラファエロの肖像画の中でももっとも高く評価されている作品のひとつ。

1508年の終わりごろにラファエロはローマへと居を移し、結果として残りの生涯をローマですごすこととなった。ラファエロがローマを訪れたのは、ローマ教皇ユリウス2世からの招きによるものであり、おそらくは当時サン・ピエトロ大聖堂の建築を任されていた建築家で、ウルビーノ近郊のラファエロの遠縁ではないかと考えられているドナト・ブラマンテからの推挙によるものだった。ローマ教皇の招致を受けてからも数ヶ月間ローマで逡巡していたミケランジェロとは違って、ラファエロはすぐさまヴァチカンへと向かい、ヴァチカン宮殿のローマ教皇となる専用図書室のフレスコ壁画制作依頼を受けた。このローマ教皇からの絵画制作依頼は、ラファエロにとってそれまでにない程の極めて重要なものだった。専用図書室には複数の部屋があり、すでにほかの画家が弟子たちとともに内部装飾を手がけている部屋もあった。これらの部屋には、枢機卿時代のユリウス2世と激しく対立していた先々代のローマ教皇アレクサンデル6世の出資による壁画や紋章などがすでに描かれていた。ユリウス2世による図書室の装飾は、これらアレクサンデル6世の痕跡をヴァチカン宮殿からすべて消し去ることを目的としていた。

### ヴァチカン宮殿ラファエロの間

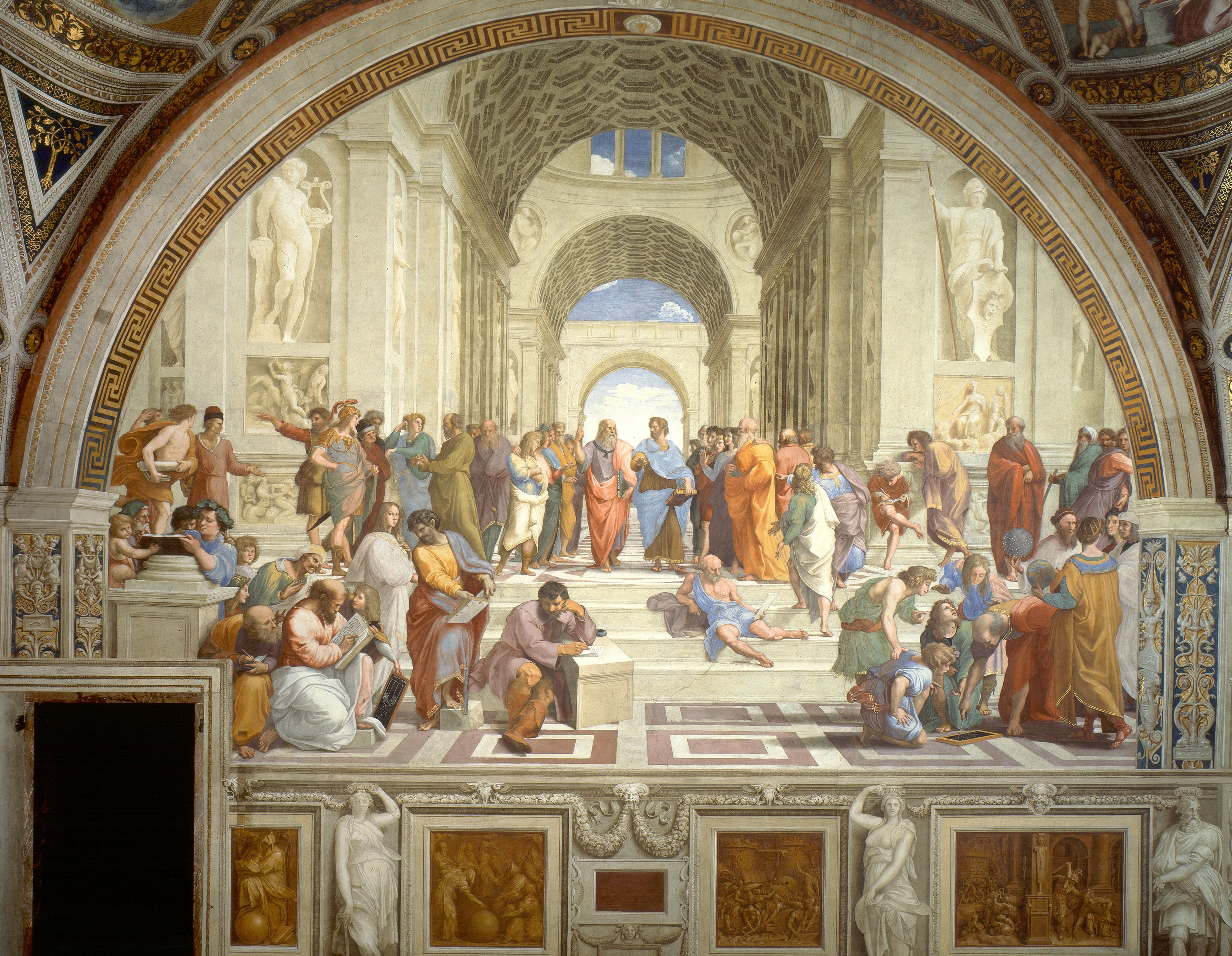
『アテナイの学堂』（1509年 - 1510年）
ヴァチカン宮殿ラファエロの間の「署名の間」に描かれたフレスコ壁画。

4部屋で構成されるヴァチカン宮殿の通称ラファエロの間のうち、最初に手がけられたのは「署名の間」と呼ばれる部屋である。ラファエロが「署名の間」に描いたフレスコ壁画は『アテナイの学堂』、『パルナッスス山』、『聖体の論議』などで、当時のローマ画壇に衝撃をもって迎えられ、現在においてもラファエロの最高傑作とみなされている。残りの3部屋にはすでにペルジーノやシニョレッリらによるフレスコ壁画が描かれていたが、ラファエロはこれらの壁画を上描きすることを命じられた。これら3部屋のすべての壁面、なかには天井にもフレスコ画が描かれているが、制作の進行とともにラファエロ自身がフレスコ画に携わる割合は徐々に減っており、ラファエロが率いていた工房の熟練画家たちが手がけた部分が多くなっている。1520年のラファエロの死去後に完成した最後の「ボルゴの火災の間」では、デザインにもラファエロはほとんど関係しておらず、大部分が工房の画家たちによって描かれた。ラファエロの間の依頼主であるユリウス2世は1513年に死去したが、ラファエロはメディチ家出身の次代ローマ教皇レオ10世ともさらに良好な関係を築き上げ、ラファエロの間の壁画制作も引き続きレオ10世のもとで続けられた。

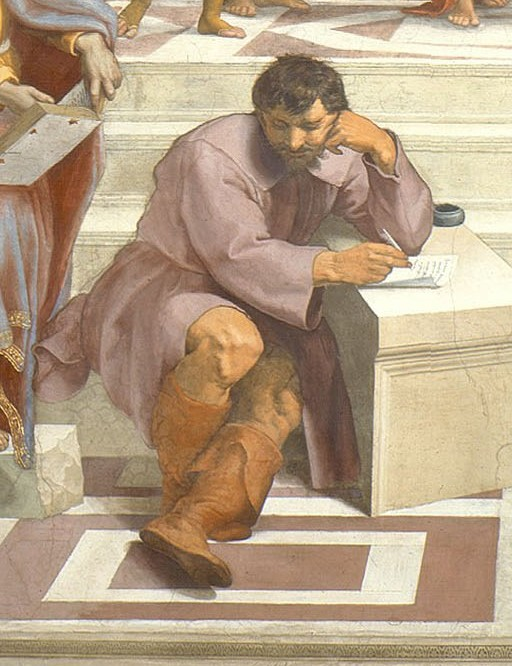
「署名の間」の『アテナイの学堂』に描かれた哲学者ヘラクレイトス。当時『システィーナ礼拝堂天井画』を手がけていたミケランジェロがモデルとなっている。

ラファエロがラファエロの間のフレスコ壁画製作過程において、当時ミケランジェロが手がけていた『システィーナ礼拝堂天井画』に影響を受けていることは明らかである。ヴァザーリの著述によると、1511年にブラマンテがこっそりとラファエロをシスティーナ礼拝堂へと連れていき、ミケランジェロが用いていた足場を解体して天井画で最初に完成していた箇所をラファエロに見せたとなっている。ミケランジェロが描きあげた『システィーナ礼拝堂天井画』は、その後数百年にわたってほかの画家たちを怖気づかせるに十分足る圧倒的な作品だったが、ラファエロは誰よりも早くその影響を自身の絵画に取り入れただけではなく、おそらくは他の誰よりもミケランジェロの作風を昇華できた芸術家だった。『アテナイの学堂』にはミケランジェロの肖像が哲学者ヘラクレイトスとして描かれており、ラファエロの間に描かれているそのほかの人物像にも『システィーナ礼拝堂天井画』に描かれた巫女（シビュラ）や裸体の青年（イニューディ）からの影響が見られる。しかしながら単なるミケランジェロの模倣にはとどまらず、ラファエロ自身の作風とミケランジェロからの影響が渾然一体となった作品として仕上がっている。ただし、ミケランジェロはラファエロが自分の絵画を盗作したと非難しており、ラファエロが死去した後にも「彼（ラファエロ）の芸術に関する知見は、すべて私（ミケランジェロ）から得たものだ」という不満に満ちた書簡を残しているが、当時の第三者からの評価はおしなべてラファエロに好意的なものとなっている。
非常に大規模で、複雑な構成を持つラファエロの間のフレスコ壁画は、古典・古代様式を発展させた盛期ルネサンスの絵画中でも屈指の作品群とされている。イギリス人美術史家マイケル・レヴィー (Michael Levey) はその著書で「ラファエロは自身の作品の人物像に、ユークリッド幾何学のような超人的清明さと優雅さを与えた」としている。ラファエロの間のうち、最初に手がけられた2部屋のフレスコ壁画の質はほぼ完璧といっていいほどに高いが、工房の画家が中心となって完成した残り2部屋のフレスコ壁画については、とくに観る者への訴求力において完全に成功しているとは言えない。

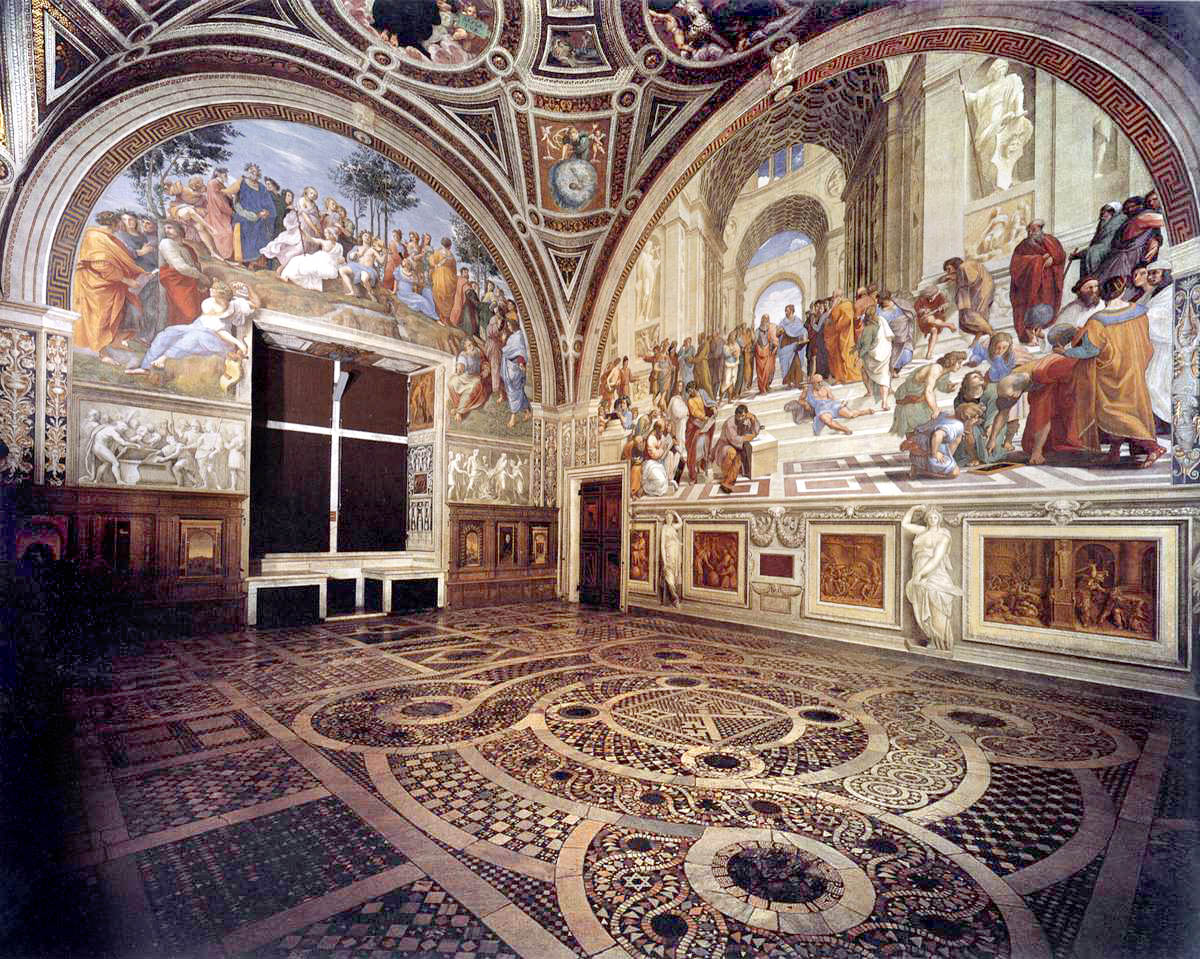
「署名の間」の北壁と西壁。向かって左の北壁には『パルナッソス』（1510年 - 1511年）、右の西壁には『アテナイの学堂』（1509年）が描かれている。
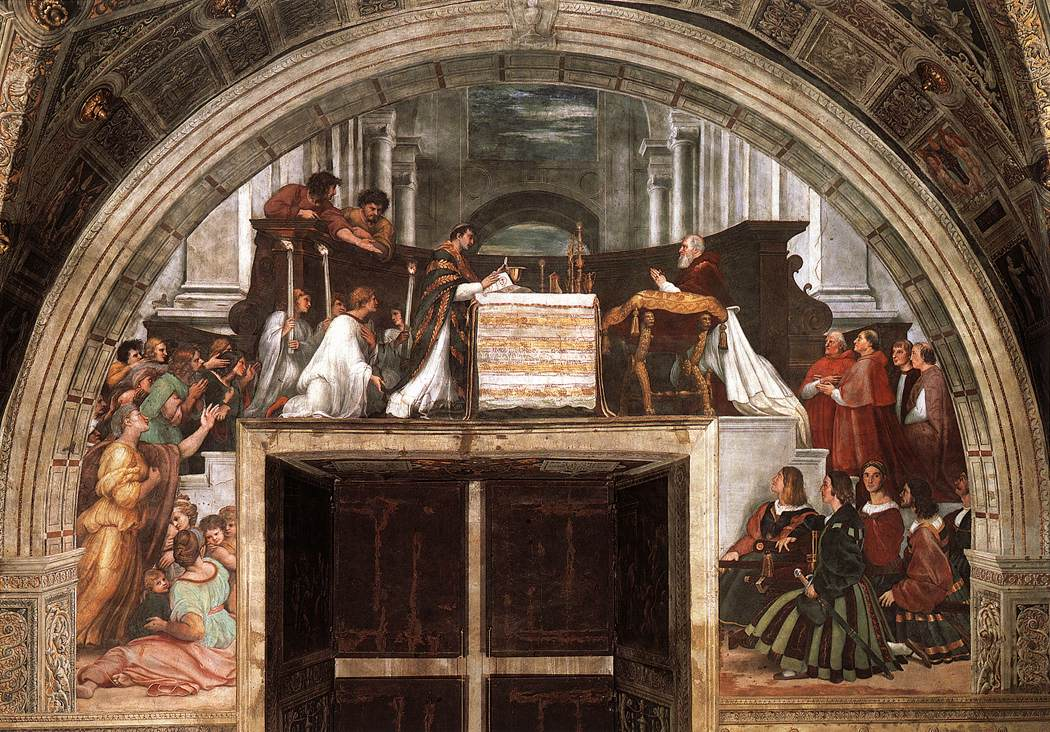
「ヘリオドロスの間」の南壁に描かれた『ボルセーナのミサ』（1514年）。
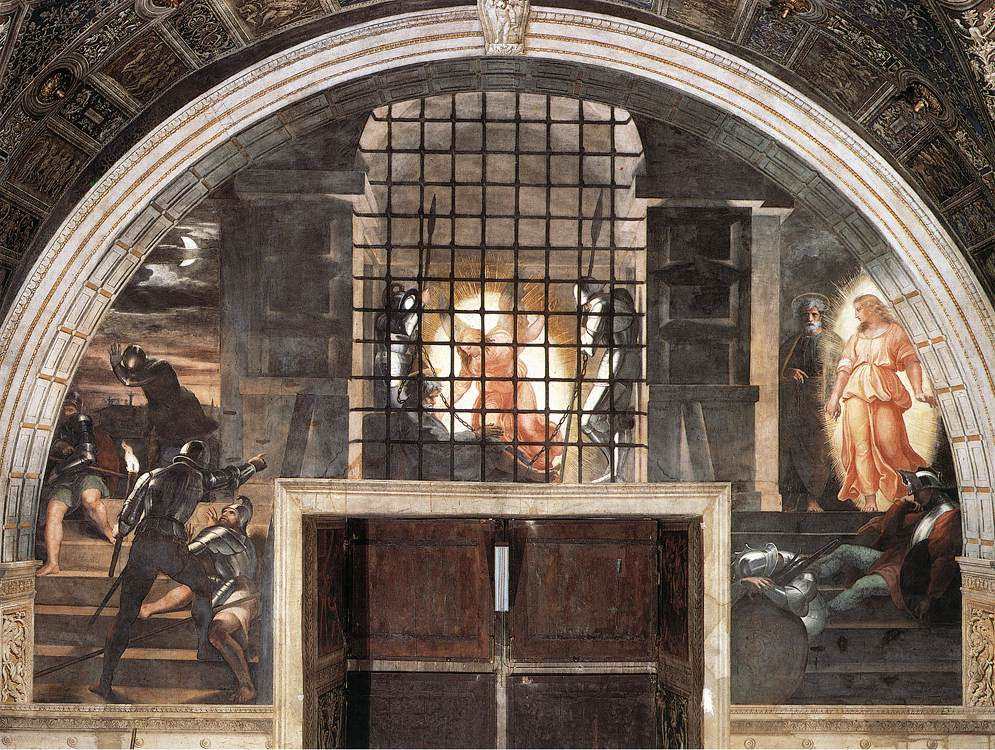
「ヘリオドロスの間」の北壁に描かれた『聖ペテロの解放』（1514年）。
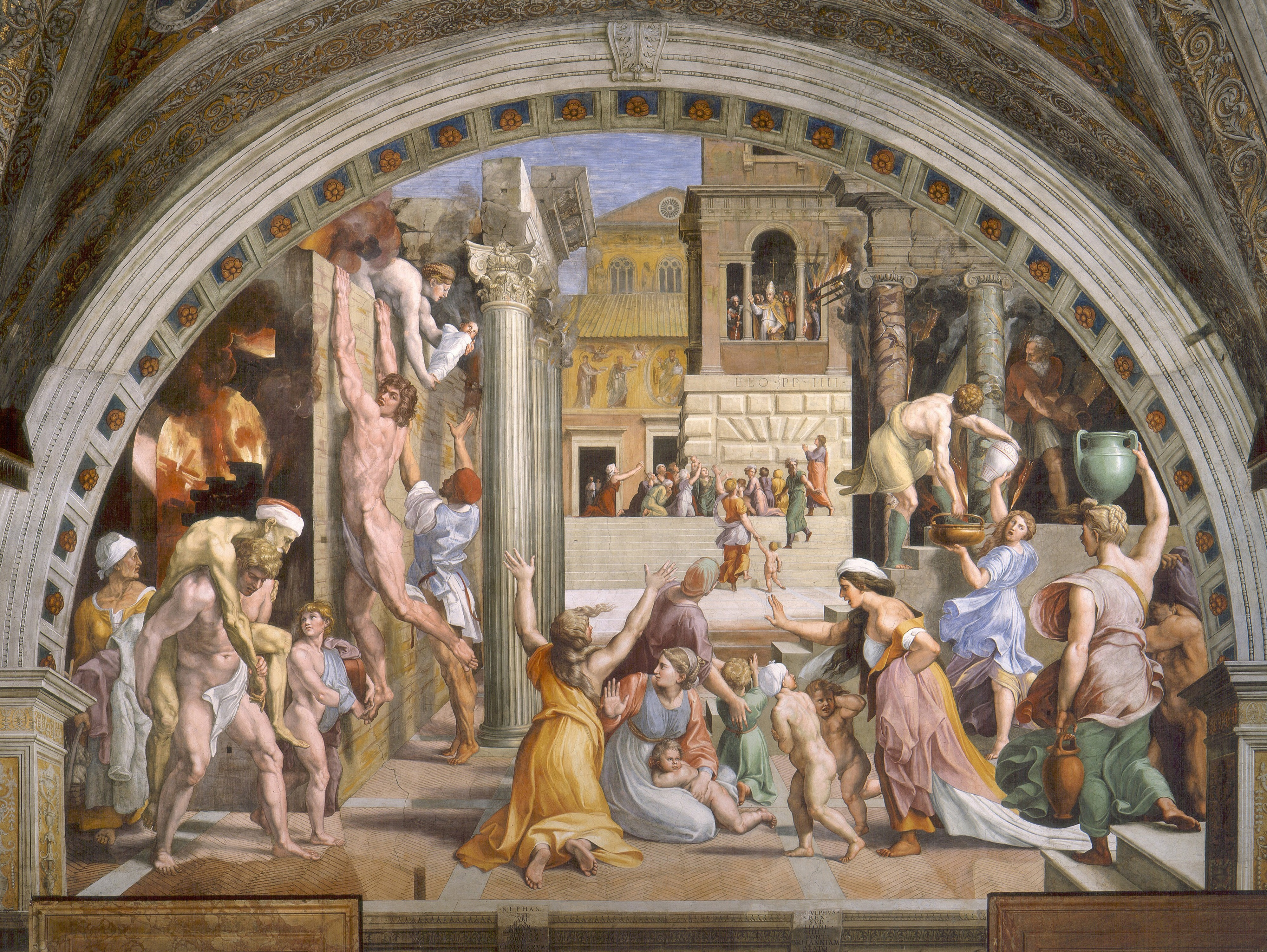
「ボルゴの火災の間」の南壁に描かれた『ボルゴの火災』（1514年）。ラファエロがデザインし、工房の画家たちが仕上げた。

### ローマ時代のそのほかの作品

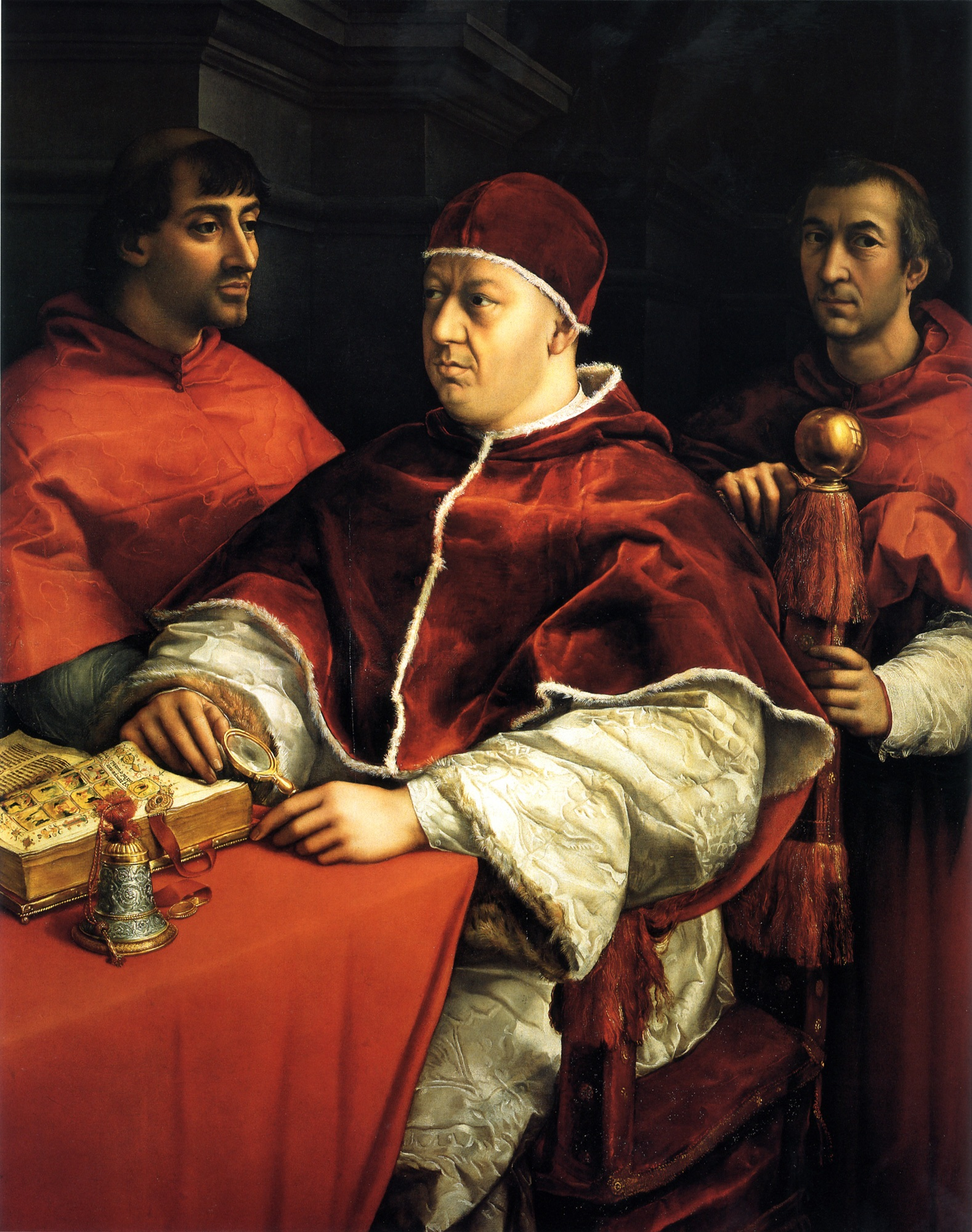
ローマ教皇『レオ10世と二人の枢機卿』（1518年頃）
ウフィツィ美術館所蔵。
背後に描かれている枢機卿は、ジュリオ・デ・メディチ（後のローマ教皇クレメンス7世）とルイージ・デ・ロッシである。

ローマ時代のラファエロはヴァチカン宮殿ラファエロの間のフレスコ壁画制作に多くの時間をとられていたが、ほかの作品も残している。肖像画では、ラファエロの主要なパトロンだった二人のローマ教皇、ユリウス2世とレオ10世の肖像画が重要で、とくにユリウス2世を描いた作品はラファエロの最高傑作のひとつとみなされている。また、友人であるバルダッサーレ・カスティリオーネの肖像画や、ローマ教皇庁の関係者を描いた肖像画もある。外交手段として他国の君主へと贈呈されたラファエロの作品もあり、フランス王フランソワ1世はナポリ王妃ジョヴァンナ・ダラゴナの肖像画など、ローマ教皇から2点の絵画を贈られた。ただしこの肖像画は下絵となるドローイングはナポリへと遣わされた弟子によるもので、実際の絵画制作もほとんどの部分がラファエロ自身ではなく工房の作品と考えられている。そのほかラファエロは、富裕な銀行家でローマ教皇の財務担当だったアゴスティーノ・キージのために、キージの別宅（現ヴィッラ・ファルネジーナ）の内装フレスコ画のデザインを手がけ『ガラテアの勝利』（1513年）などを描いている。また、サンタ・マリア・デッラ・パーチェ教会 (en:Santa Maria della Pace) とサンタ・マリア・デル・ポポロ教会 (en:Santa Maria del Popolo) の2つの教会の礼拝堂にフレスコ壁画を描いた。
ローマ時代のラファエロがラファエロの間のフレスコ壁画のほかにローマ教皇の依頼で手がけた、『ラファエロのカルトン』（1515年 - 1516年）と呼ばれる重要な油彩画がある。これはシスティーナ礼拝堂の装飾に使用するタペストリのデザイン画として、聖パウロと聖ペテロの生涯をモチーフにラファエロが描いた連作である。当時10点描かれた作品のうち現存する7点をイギリス王室のロイヤル・コレクションが所蔵しており、現在はロイヤル・コレクションからの貸与絵画としてロンドンのヴィクトリア&アルバート博物館に展示されている。完成した『ラファエロのカルトン』はオランダの芸術家ピーテル・ファン・アールストの工房でタペストリとして織り上げるためにブリュッセルに送られた。おそらくタペストリは1520年にラファエロが死去する直前に完成し、完成したタペストリをラファエロも目にした可能性がある。
ラファエロはヴァチカン宮殿の中庭に通じる長い回廊（ロッジア）のデザインと壁画も手がけており、このロッジアはローマ風のグロテスク様式で装飾されている。また、ボローニャ美術館所蔵の『聖チェチリアの法悦』 （1516年 - 1517年やアルテ・マイスター絵画館所蔵の『システィーナの聖母』といった重要な祭壇画も残している。ローマで死去したラファエロの遺作であるとともに未完の絵画作品となったのはヴァチカン美術館所蔵の『キリストの変容』で、1514年から1516年ごろに描かれたプラド美術館所蔵の『シチリアの苦悶』とともに、晩年のラファエロの作風が盛期ルネサンスの次の芸術様式であるマニエリスム様式よりも、さらに後期のバロック様式に近いとされている作品である。ただし、マニエリスム様式の定義自体が流動的ともいわれ、ラファエロの作風とマニエリスム様式の関連性については議論の的となっている。

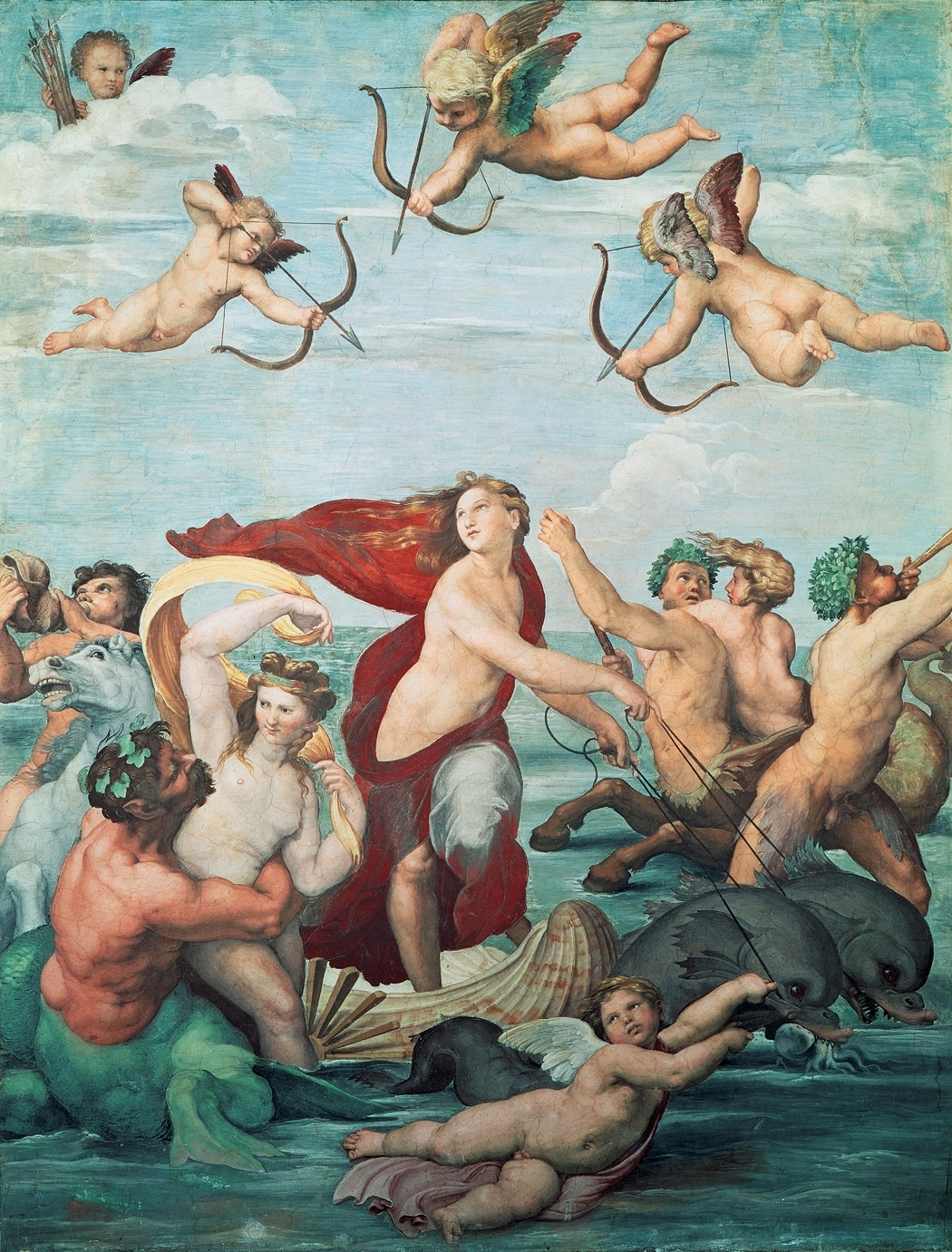
『ガラテアの勝利』（1512年） ヴィッラ・ファルネジーナ。 ラファエロの作品中、唯一著名な神話画である。
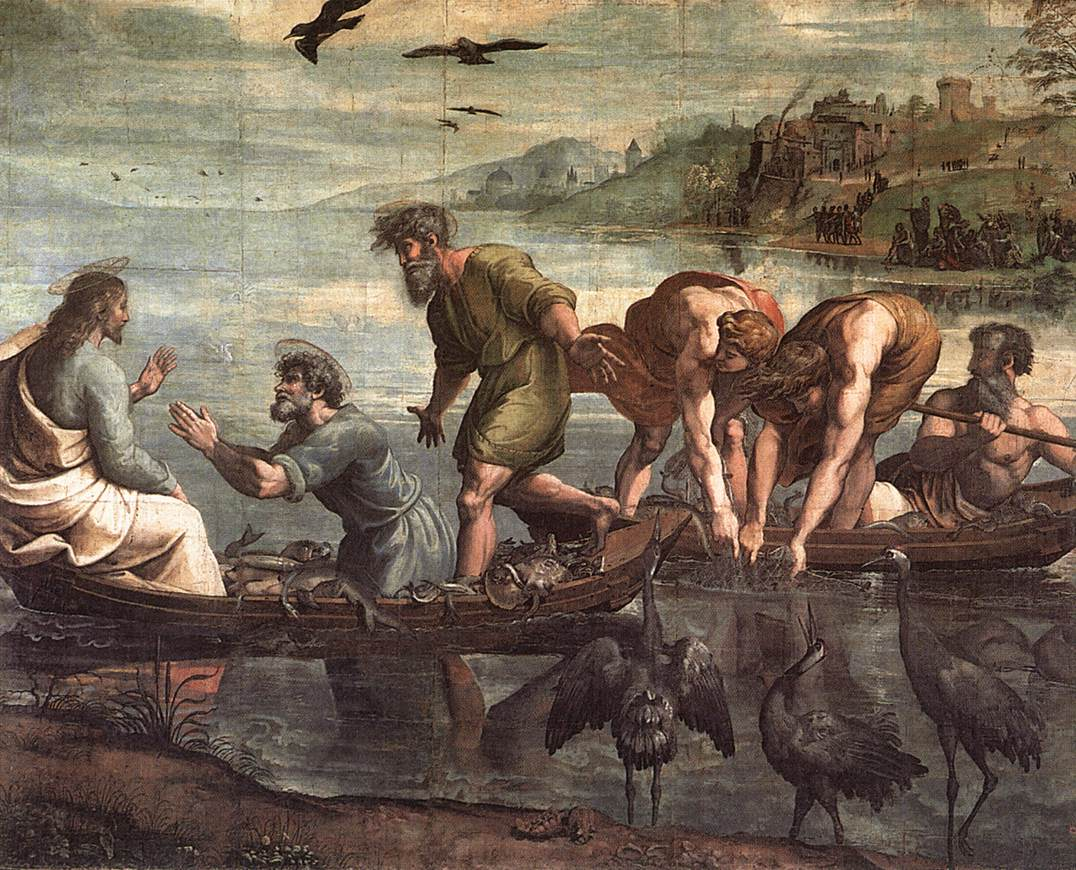
『奇跡の漁り』（1515年） ロイヤル・コレクション所蔵。 現存する7点の『ラファエロのカルトン』のひとつ。
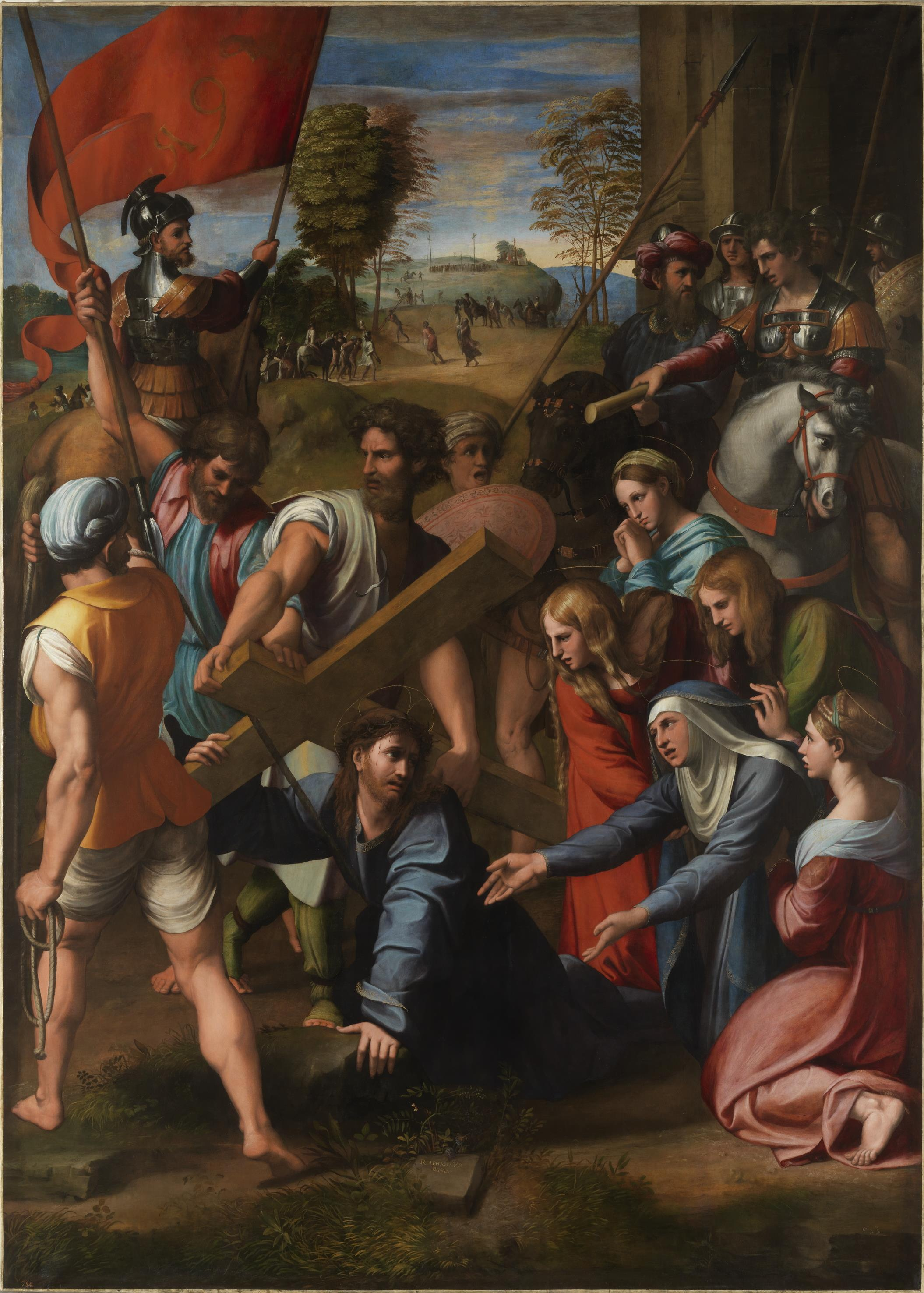
『シチリアの苦悶』（1517年） プラド美術館所蔵。 ラファエロが新たな境地に至ったことを示す作品。
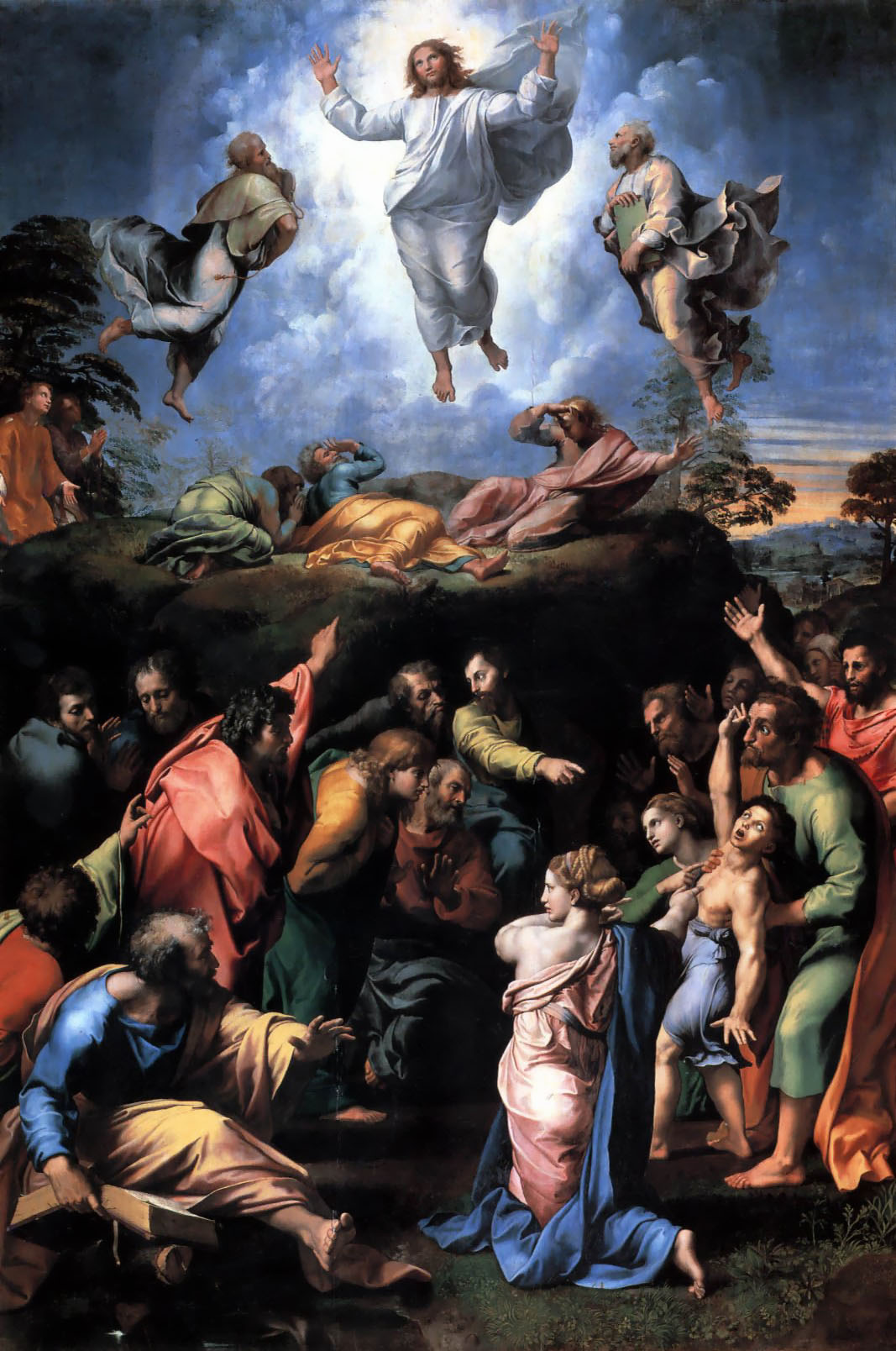
『キリストの変容』（1520年） ヴァチカン美術館所蔵。 未完となった遺作。

## 工房
ヴァザーリの著作によれば、ラファエロは50名に及ぶ弟子や助手を擁する工房を率いており、工房出身者の多くが後に著名な画家となったとされている。これは、バロック期以前のいわゆるオールド・マスターが単独で経営する工房としては最大規模であり、さらにその技術水準も群を抜いていた。ラファエロの工房にはローマ以外のイタリアの都市ですでに名声を得ていた画家もおり、このような画家たちは自身の弟子とともに、一種の下請け工房的な役割を果たしていたと考えられている。絵画作品それ自体を除いて、ラファエロの工房内でどのような役割分担がなされていたかに関する記録はごくわずかで、工房で描かれた作品がどの画家の手によるものなのかを判断することは難しい。

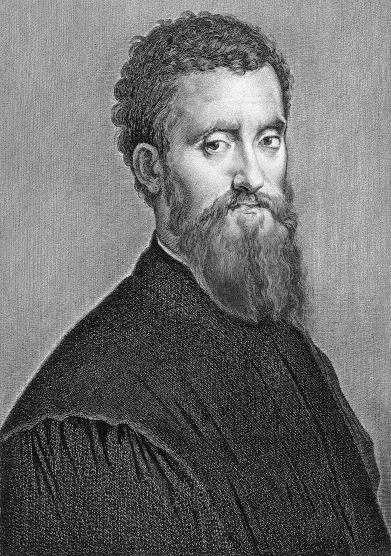
ラファエロの弟子ジュリオ・ロマーノ。自画像を元に制作されたエングレーヴィングである。

ラファエロの工房出身者でもっとも重要な画家は、ラファエロ死去時に21歳だったローマ出身のジュリオ・ロマーノと、フィレンツェですでに一人前の画家と認められていたジャンフランチェスコ・ペンニである。この二人はドローイングなど多くのラファエロの遺品を譲られており、短かったとはいえラファエロ死去後の工房継続に大きな役割を果たした画家だった。ただし、ロマーノと違ってペンニの画家としての評価は、その後のキャリアのほとんどでロマーノの同等以下の共同制作者しか務めていないこともあってそれほど高いものではない。すでに一定の評価を得ていたペリーノ・デル・ヴァーガや、ヴァザーリの著作によるとヴァチカン宮殿回廊の建築資材運搬人から画家に転職したとされるポリドーロ・ダ・カラヴァッジオ (en:Polidoro da Caravaggio) も後に著名な画家となった。ダ・カラヴァッジオが画家になるきっかけを与えたマツリーノ・ダ・フィレンツェ (en:Maturino da Firenze) は、その後ダ・カラヴァッジオと共同で絵画制作にあたったが、ペンニと同様に共同制作者の名声の陰に隠れてしまった画家である。ジョヴァンニ・ダ・ウディーネ (Giovanni da Udine) はラファエロの工房時代にも独立した仕事を任されていた画家で、化粧漆喰装飾とフレスコ壁画の周りのグロテスク装飾の責任者でもあった。ラファエロの死後、その工房に集っていた画家の多くは四散し、なかには1527年のローマ略奪時に命を落とした画家もいる。しかしながら、四散したラファエロ工房出身者たちによって、イタリア全土のみならず諸外国にまでラファエロの絵画様式が伝播したことは間違いない。
ヴァザーリはその著作で、ラファエロが非常に協調的かつ効率的な工房を経営していたことと、パトロンや助手たちの問題点、議論をまとめる驚くべき技量を有していたことをあげ、ミケランジェロが常にパトロンや助手と仲違いしていたこととは好対照だとしている。ペンニやロマーノといった弟子たちは十分な絵画技術を持っており、絵画作品において優れた弟子が手がけた箇所とラファエロ自身が手がけた箇所とを見分けることは難しいこともある。しかしながら、ラファエロのキャリア後期における多くのフレスコ壁画や油彩画は、そのデザイン構成に特筆する点があるのであって、誰が作品に仕上げたかは重要な要素ではない。ラファエロが描いた肖像画は、保管状態が適切であれば細部にわたるまでそのきらめくような色彩をラファエロの存命中に失うことはなかった。
そのほか、ラファエロの工房出身者で名前が知られている芸術家として、画家ではラファエリーノ・デル・コッレ (en:Raffaellino del Colle)、アンドレア・サッバティーニ (en:Andrea Sabbatini)、バルトロメオ・ダ・バニャカヴァッロ (en:Bartolommeo Ramenghi)、ペレグリノ・アレトゥージ (en:Pellegrino Aretusi)、ヴィンチェンツォ・タマーニ (en:Vincenzo Tamagni)、バッティスタ・ドッシ (en:Battista Dossi)、トンマーゾ・ヴィンチドール (en:Tommaso Vincidor)、ティモテオ・ヴィティ (en:Timoteo Viti)、彫刻家、建築家ではロマーノの義兄弟ロレンツェット (en:Lorenzetto) らが挙げられる。また、フランドル人画家ベルナールト・ファン・オルレイがラファエロの弟子だったとする説もあり、ジャンフランチェスコ・ペンニの弟ルカ・ペンニもラファエロ工房出身だったともいわれている。

## 建築
サン・ピエトロ大聖堂の建築責任者だったドナト・ブラマンテが1514年に死去し、ラファエロがその後任を命じられた。しかしながらラファエロもサン・ピエトロ大聖堂が建設中の1520年に死去してしまい、ラファエロが携わった計画の多くはその死後に変更あるいは廃棄され、最終的にはミケランジェロによる設計が採用されている。このような経緯もあって、サン・ピエトロ大聖堂に関するラファエロの業績は、数点のドローイング (en:drawing) が残っているのみに過ぎない。ラファエロが計画していたサン・ピエトロ大聖堂のデザインは、最終的に採用された大量の支柱で構成された壮大なデザインよりもはるかに地味であり、ラファエロの死後にサン・ピエトロ大聖堂の建築責任者となったアントニオ・ダ・サンガッロ・イル・ジョヴァネは「裏路地のような」と評している。このラファエロによるデザインは、ヴァチカン宮殿ラファエロの間「ヘリオドロスの間」のフレスコ壁画『神殿から追放されるヘリオドロス』の背景に描かれた神殿とおそらく共通点があると考えられている。

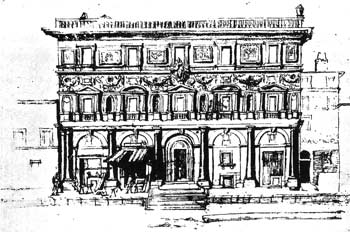
ブランコニオ・デッラクイラ宮殿 (:en:Palazzo Branconio dell'Aquila)、現存せず。

ラファエロはサン・ピエトロ大聖堂以外にも、ローマ教皇のごく限られた関係者のためにいくつかの建築物のデザインを手がけ、ローマでもっとも重要な建築家の一人とみなされるようになった。ローマ教皇ユリウス2世は、新しく数本の大通りを敷設したローマ市街の再構築を考えており、数々の宮殿に彩られた華麗な都を夢見ていた。
ローマ教皇レオ10世の主席書記官兼執事だったジョヴァンバッティスタ・ブランコニオ・デッラクイラ (en:Giovanbattista_Branconio_dell'Aquila) のブランコニオ・デッラクイラ宮殿 (en:Palazzo Branconio dell'Aquila) は、ラファエロが設計した建築物の中でも重要なものだったが、16世紀にジャン・ロレンツォ・ベルニーニが設計したサン・ピエトロ広場の建設時に取り壊されてしまい、現在ではファサードと中庭を描いたドローイングが残るのみである。ブランコニオ・デッラクイラ宮殿のファサードは当時としては異例なほどに華美な装飾がなされていた。三階建ての建物内部も同様で、最上階には板絵が、中層階には多くの彫刻がそれぞれ飾られていた。

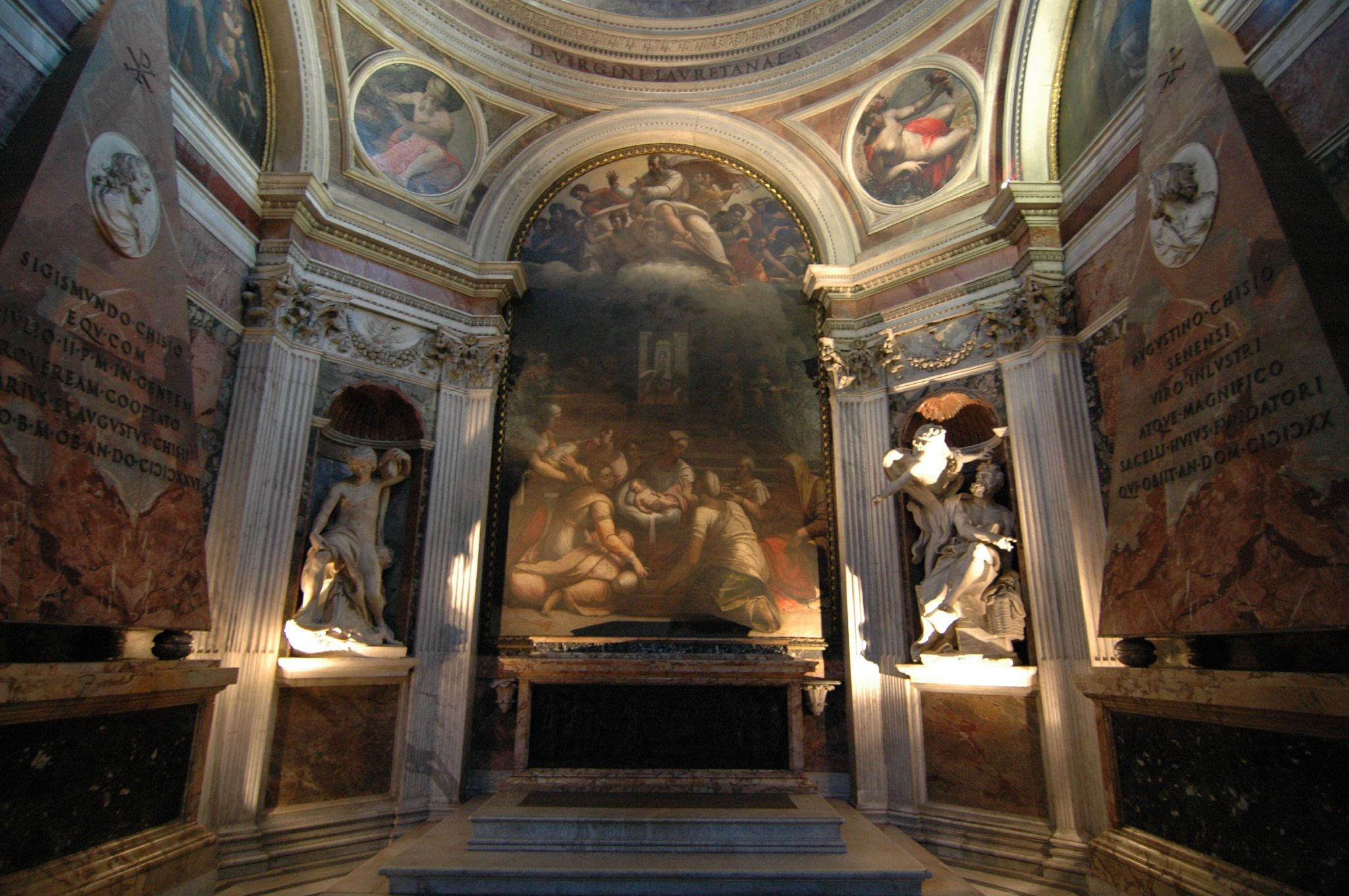
サンタ・マリア・デル・ポポロ教会キージ家礼拝堂の内部。

ローマ教皇の財務担当だったアゴスティーノ・キージの別宅ヴィッラ・ファルネジーナの主設計はラファエロが手がけたものではないが、キージが建てさせたサンタ・マリア・デル・ポポロ教会のキージ家礼拝堂 (en:Chigi Chapel) の設計と内装はラファエロによるものである。また、レオ10世の主治医の邸宅ヤーコボ・ダ・ブレシア宮殿は、ブラマンテが設計した近隣の宮殿と調和するようにラファエロがデザインした建物で、ラファエロ自身もこの宮殿に住んでいたことがあった。
ヴィッラ・マダーマ (en:Villa Madama) は、後にローマ教皇クレメンス7世となるメディチ家出身の枢機卿ジュリオ・デ・メディチの静養所としてラファエロが設計し、1518年から丘の中腹に建設が開始された豪奢な邸宅である。このときイタリア式庭園のルーツとなる三段テラス式の庭園を設計している。
しかしながら、建設途中でラファエロが死去したことと、ジュリオ・デ・メディチがより瞑想に適した場所を求めて建て直させたため、ラファエロの当初設計どおりには建てられていない。最終的な設計計画はアントニオ・ダ・サンガッロ・イル・ジョヴァネが完成させている。未完となったとはいえ、それまでのイタリアでは見られない洗練された建築物であり、その後の同種の建物に非常に大きな影響を与えた。当時のローマで唯一近代的な建物で、次世代の建築家アンドレーア・パッラーディオも、ヴィッラ・マダーマの詳細なドローイングを残している。
ラファエロ自身が住む邸宅として、ローマのリオーネであるレーゴラ (en:Regola (rione of Rome)) のジュリア通り (en:via Giulia) に建設を考えていた大規模な宮殿の設計書が数点残っている。ラファエロはこの邸宅の建設地として、死去する数年前にテヴェレ川近くの島を購入していた。古典主義様式のジャイアント・オーダー (en:giant order) でデザインされた付柱がすべてのファサードに配された二階建て以上の邸宅で、「個人の邸宅としては空前絶後の規模を持った宮殿」といわれるほどの計画だった。
ラファエロは1515年に、ローマ近隣から出土するあらゆる古代美術品に関する総責任者の権限を与えられた。ラファエロはローマ教皇レオ10世に古代遺跡の破壊を中止するよう求めた長文の書簡を送り、ローマに存在するあらゆる古代美術品を系統立てた手法で調査し、記録として残すことを提案している。しかしながらレオ10世の思惑はラファエロとは必ずしも一致しておらず、サン・ピエトロ大聖堂、広場の建築資材として古代ローマの建築物を再利用することを考えていたが、ラファエロの求めに応じて銘文の記録と彫刻作品の保全は請合った。

## ドローイング

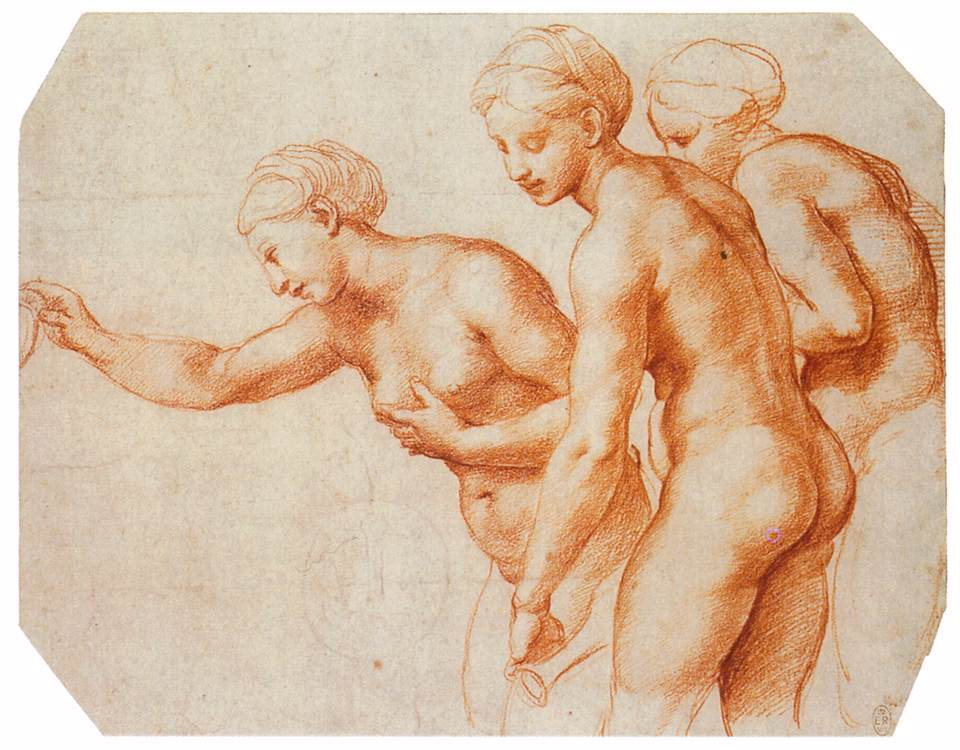
ヴィッラ・ファルネジーナ『三美神』の習作。

ラファエロは西洋美術史上でも最高のドローイングの技量を持つ芸術家の一人で、絵画作品や建築作品の構成案、習作として多くのドローイングを描いている。ラファエロとほぼ同時代の人物の記録によると、ラファエロが構成を考えるときにはそれまでに自身が描き貯めた膨大な量のドローイングを床にばらまき、それらのドローイングから人物像を借用して新たな構成案を「すばやく」描きあげていたとされている。ヴァチカン宮殿ラファエロの間「署名の間」のフレスコ壁画『聖体の論議』の習作のドローイング40点以上など、ラファエロが描いたドローイングは400点以上が現存している。ラファエロは人物像のポーズや構成を修正しようとする際に複数のドローイングを組み合わせており、現存するわずかに内容の異なるドローイングの数の多さからも、この手法を用いることが他の画家に比べて非常に多かったことがわかる。ラファエロの死後1557年にイタリアの美術理論家ルドヴィコ・ドルチェ (en:Lodovico Dolce) が書いた著作では「……これこそがラファエロが持つ優れた創作力の源である。絵画に物語性を与える手法をつねに4ないし6通り用意することができ、それぞれが全く異なる手法であると同時にどの手法であっても美しさに満ちた素晴らしい出来栄えだった」としている。また、20世紀のイギリス人美術史家ジョン・シャーマン (en:John Shearman) が、ラファエロの芸術について「研究や革新から生まれた作品ではなく、すでに存在する資産を組合せたものである」としている。
最終的な構成案が固まると、下絵を実際に制作する作品と同じ大きさに拡大することもよく行われた。拡大した下絵に針で穴を開けて支持体に張り付け、その穴に煤の詰まった袋を押し付けることによって絵画制作時に目安となる点線を支持体へと写し取っていった。ラファエロは紙、あるいは漆喰にドローイングを描く際には点字製作用の尖筆を他に例のないほど多用し、下絵の輪郭を線ではなくぎざぎざの引っかき傷のような筆致で描いている。このような筆致で描かれた下絵は多くのドローイングだけではなく、ラファエロの間「署名の間」の『アテナイの学堂』表面にも見ることができる。
ラファエロの工房が最終的に絵画作品に仕上げたラファエロの後期作品も、絵画制作そのものよりもデザインたるドローイングのほうに手間がかかることが多かった。ラファエロのドローイングの多くはかなり緻密なもので、絵画制作構想の最初期に描かれた下絵であっても裸体の人物像は精密に描かれており、制作後半のドローイングになるとほとんど完成時の絵画の状態に等しく、陰影表現はもちろんのこと、ときには白の顔料でハイライト処理が施されることもあった。レオナルドやミケランジェロの描いた下絵のドローイングに比べると、ラファエロのドローイングには躍動感や力強さが欠けているが、芸術的観点からすると非常に高水準なものである。ラファエロはドローイングに扱いの難しい銀筆を頻繁に使用した最後の画家の一人で、ドローイングに適した最高級の赤、黒のパステルを自由に使用できる立場になっても銀筆を好んで使い続けた。また、ラファエロはドローイング制作時に実際の裸体女性をモデルとして使った最初の芸術家の一人で、死去する数年前から女性モデルを使い始めている。裸体の男性モデルをつとめていたのはガルゾーニと呼ばれていた弟子で、男性と女性両方の下絵のモデルの役目を果たしていた。

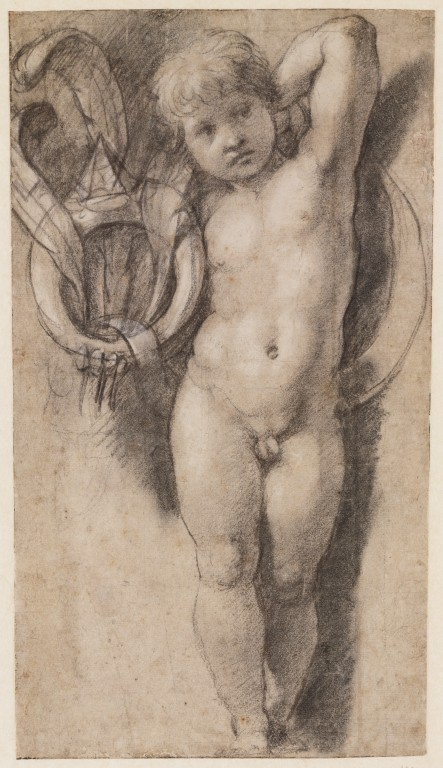
メディチ家の指輪と羽飾りを持つプットーのドローイング（1512年 - 1514年）。 テイラー美術館所蔵
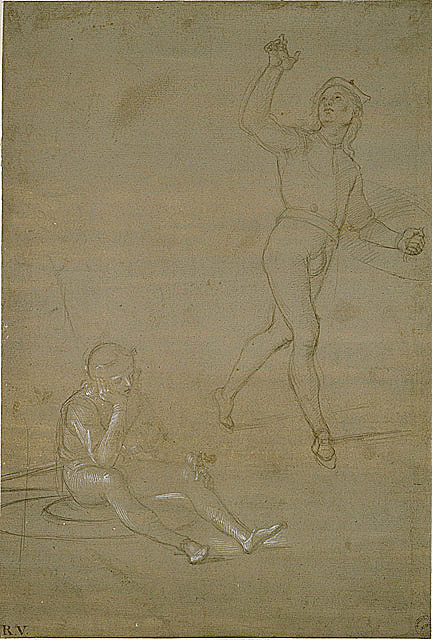
『キリストの復活』に描かれている兵士の習作（1500年頃）。 アシュモレアン博物館所蔵。
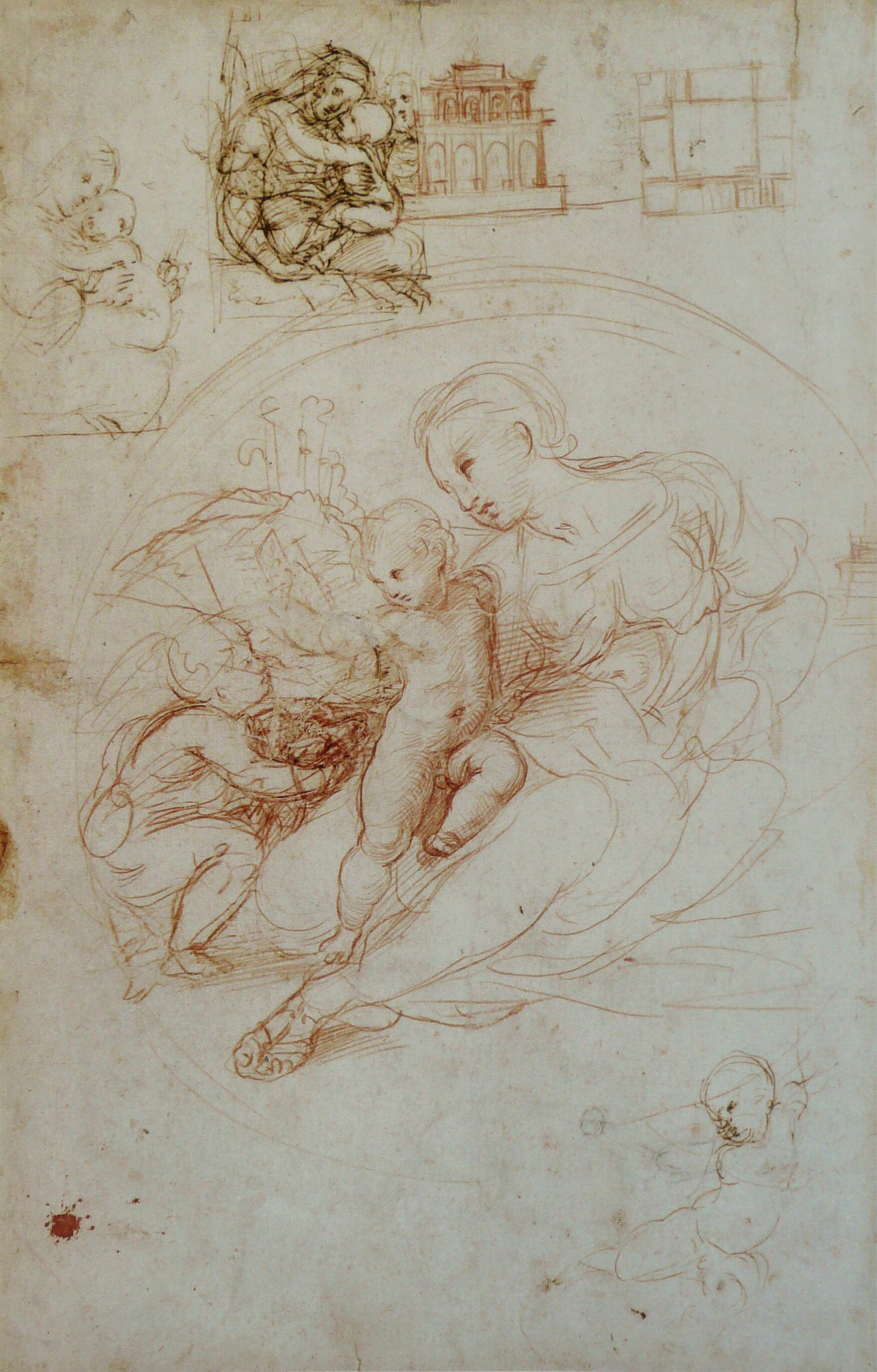
『アルバの聖母』の習作。 リール宮殿美術館所蔵。
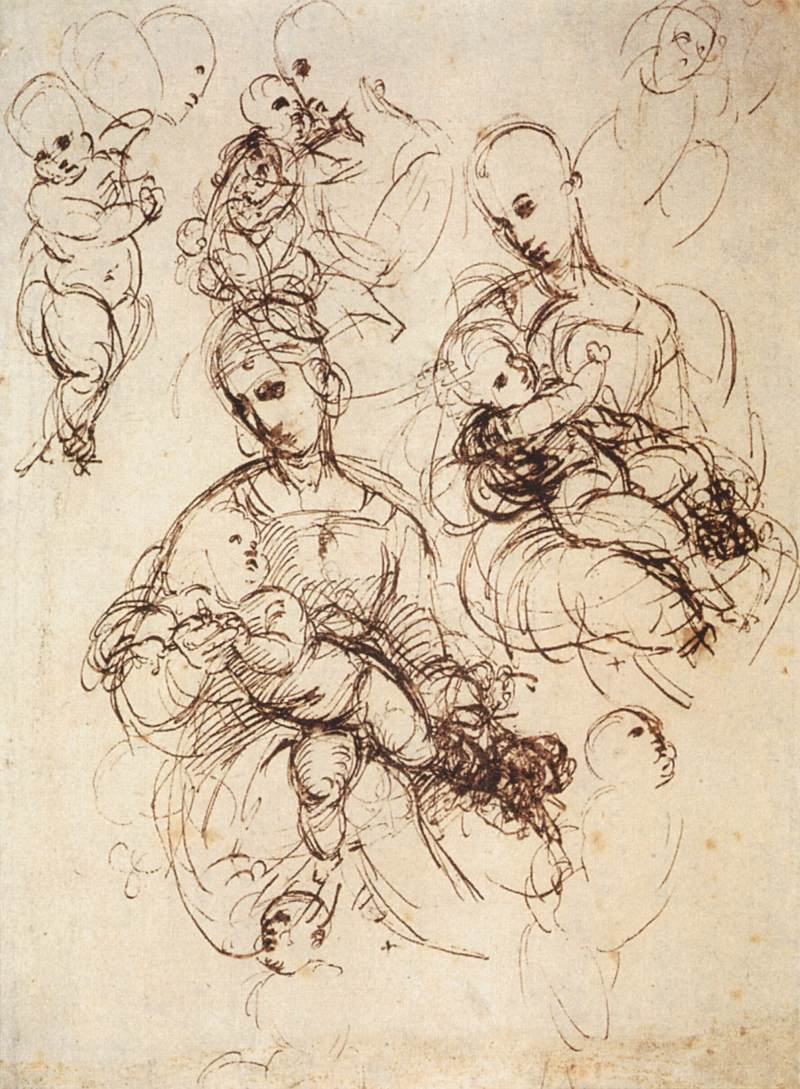
デザイン構想中の聖母子（1507年頃）。 大英博物館所蔵。

## 版画
ラファエロは自身で版画を制作することはなかったが、版画家マルカントニオ・ライモンディ (Marcantonio Raimondi) との共同作業で版画を生産している。ラファエロがデザインしたドローイングをもとにライモンディがエングレーヴィング版画を制作したもので、当時のイタリアでもっとも有名となった版画の多くがこの二人から生み出された。ラファエロのように地位も名声も確立した画家が版画に興味を示すのは稀なことで、同時代の画家としては同じく他の版画家と共同で版画を制作したティツィアーノしか例がないが、ティツィアーノによる版画はラファエロほどには成功しなかった。ラファエロとライモンディが制作した版画は15点で、なかにはラファエロの絵画作品を版画に移植したものも存在するが、多くの場合ラファエロが版画専用としてドローイングを描き起こしており、これらのドローイングは習作も含めて多くが現存している
。
ラファエロとライモンディの版画の中でも有名な作品は『ルクレツィア』、『パリスの審判』、そして二つのほとんど同じヴァージョンが存在する『幼児虐殺』で、ラファエロの絵画作品を版画化した『パルナッスス山』と『ガラテアの勝利』もよく知られている。20世紀まで、イタリア国外ではこのような版画作品を通じてしか、ラファエロの作品に触れる機会は無かった。ヴァザーリが「イル・バヴィエラ」と呼んだバヴィエロ・カロッチは、ラファエロの財産管理補佐を任されていたと考えられており、ラファエロの死後にほとんどの版画原版の銅板を入手することによって版画出版業者として大きな成功を収めた人物である。

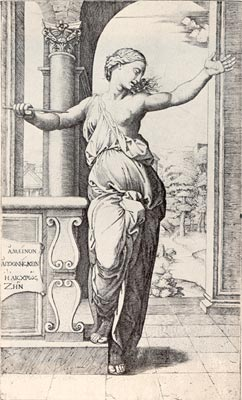
『ルクレツィア』 ラファエロのドローイングからレイモンディが起こしたエングレーヴィング[73]。
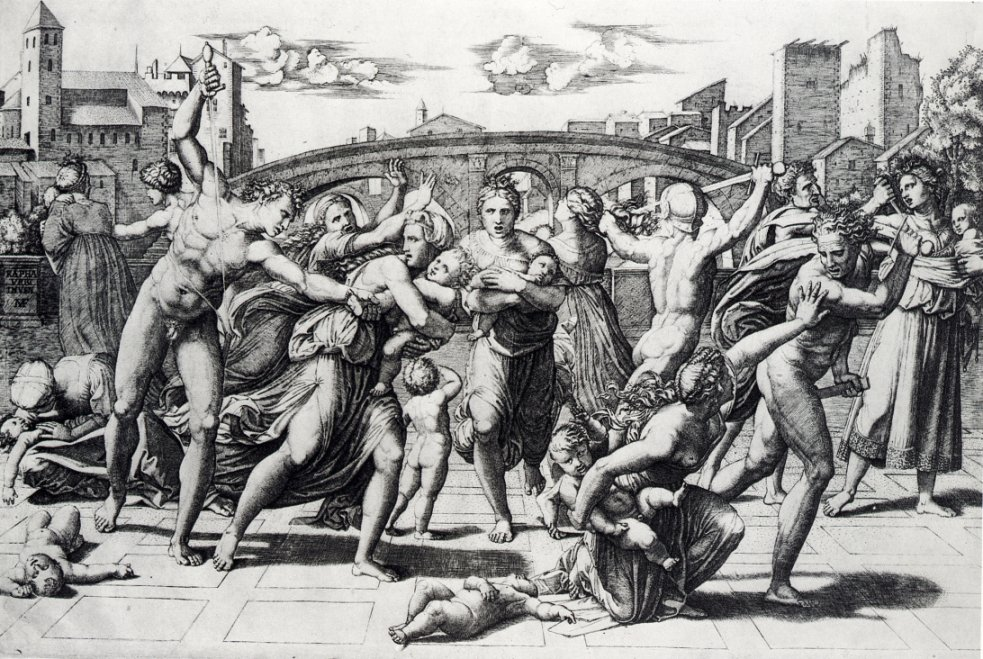
『幼児虐殺』 ラファエロがデザインし、おそらくはマルカントニオ・ライモンディによる版画。
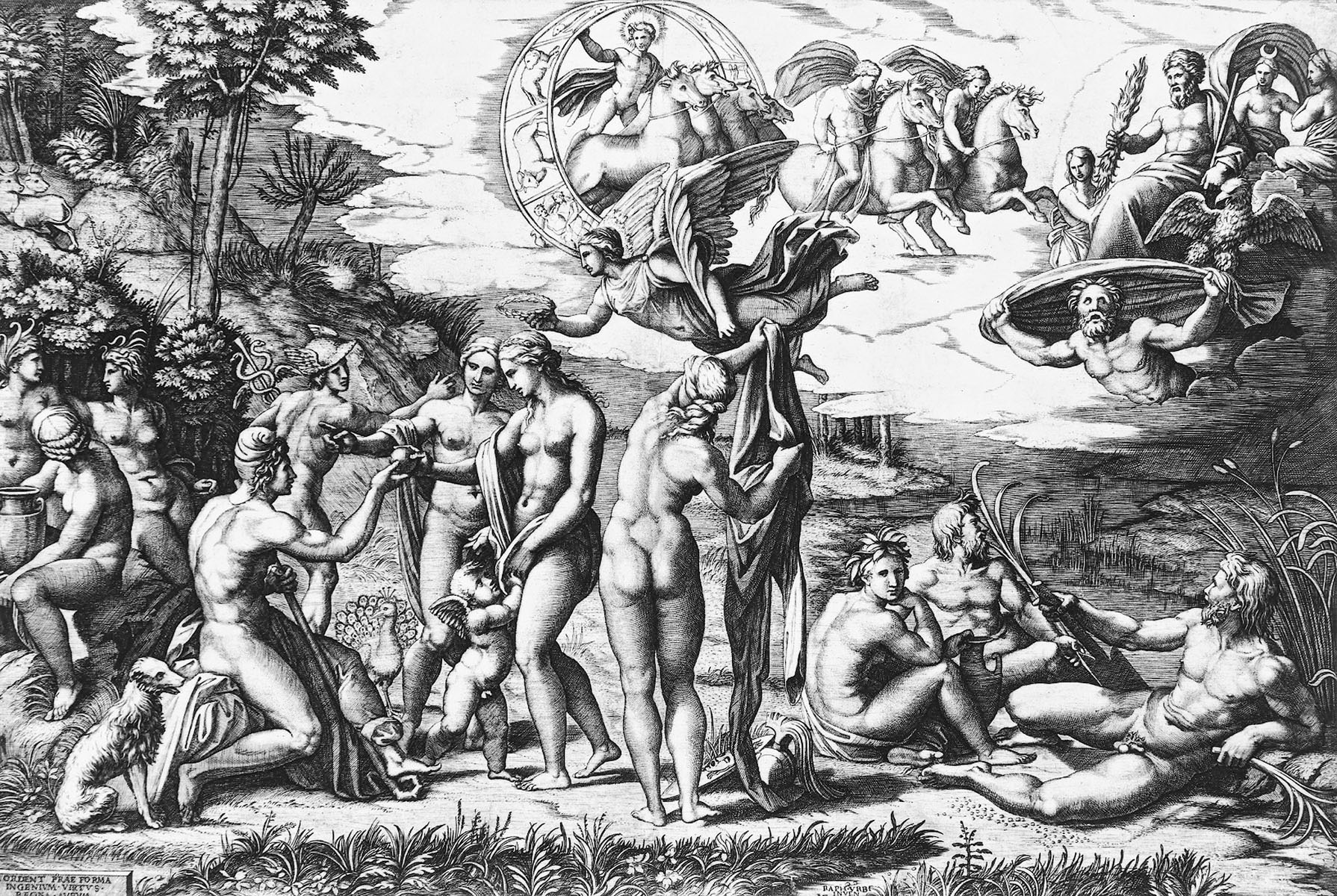
『パリスの審判』 この作品の右前面に描かれている3人の裸体像は、19世紀印象派のフランス人画家エドゥアール・マネの『草上の昼食』に描かれている人物に、ほとんど同じポーズで再現されている。
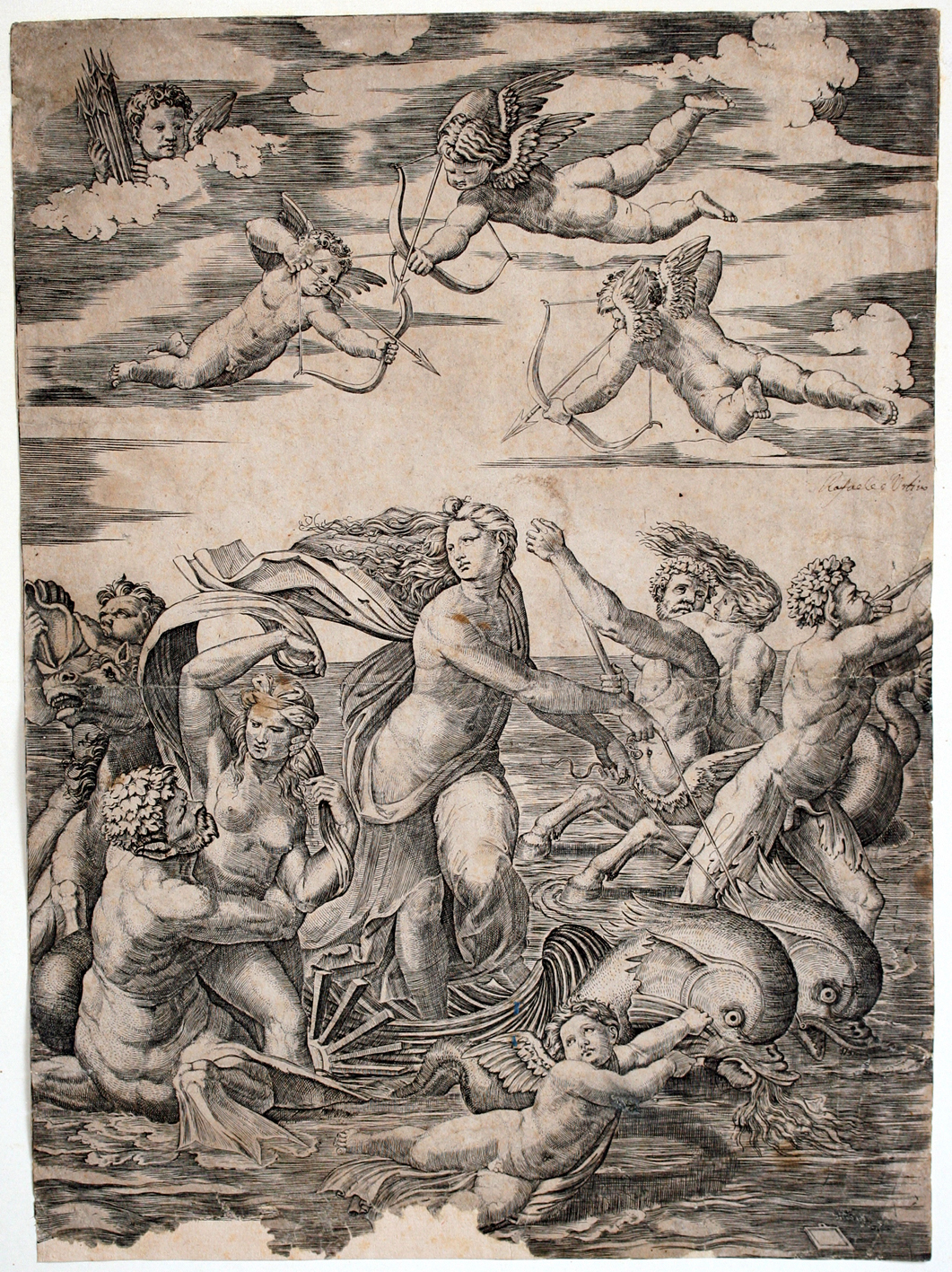
『ガラテアの勝利』 ヴィッラ・ファルネジーナのフレスコ壁画『ガラテアの勝利』から起こされた版画。

## 私生活と最晩年

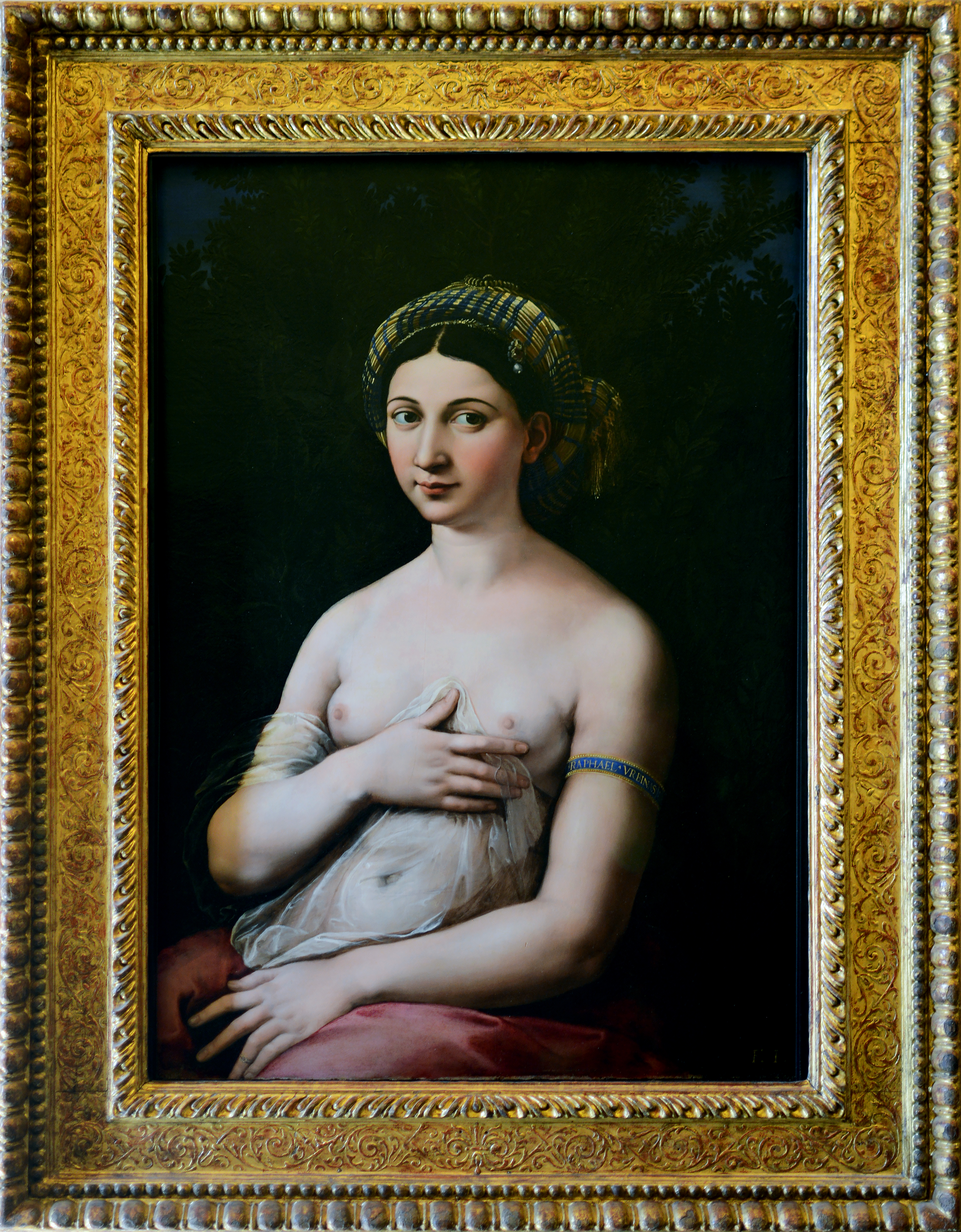
『ラ・フォルナリーナ』（1518年 - 1519年）
国立古典絵画館所蔵。
ラファエロの愛人マルガリータ・ルティと考えられている。

ラフェエロはボルゴ (en:Borgo (rione of Rome)) の、ブラマンテが設計した宮殿のように豪奢なカプリーニ邸 (en:Palazzo Caprini) を住居としていた。ラファエロは生涯結婚していないが、1514年に枢機卿メディチ・ビッビエーナの姪にあたるマリア・ビッビエーナと婚約はしている。この婚約は個人的にも友人だったメディチ・ビッビエーナに押し切られた結果と考えられており、ラファエロ自身はあまり気乗りがしないものだった。その後マリア・ビッビエーナは1520年に死去し、婚礼は行われないままとなっている。一方でラファエロは多くの女性と関係を持っていたといわれており、中でもローマ時代のラファエロにつねに寄り添っていたのが、シエーナ出身のパン職人フランチェスコ・ルティの娘「パン屋の娘 (La Fornarina)」マルガリータ・ルティである。
ラファエロはローマ教皇の近侍 (en:Valet de chambre) の地位についており、これは教皇庁内での高い地位と俸給を伴うものだった。さらにローマ教皇黄金拍車勲章 (en:Order of the Golden Spur) を授与されナイト爵位も所有していた。ヴァザーリはラファエロが枢機卿になるという野望を抱いていたのではないかと推測しており、おそらくローマ教皇レオ10世からそのような仄めかしがあったことも、ラファエロが結婚をためらっていた理由の一つではないかといわれている。

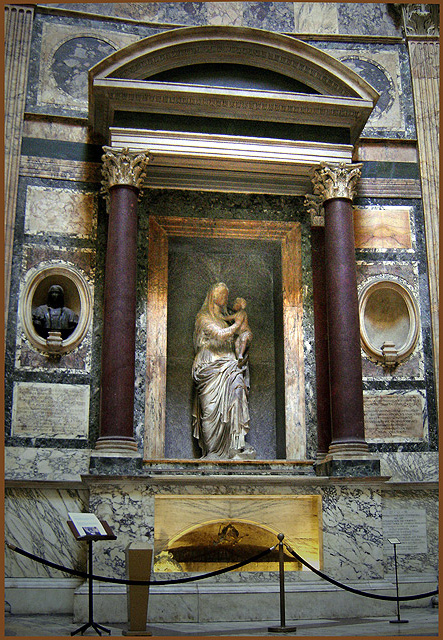
ローマのパンテオンに安置された、ラファエロとマリア・ビッビエーナの墓。聖母子の彫刻はロレンツォ・ロッティ (:en:Lorenzetto) の作品である。

ヴァザーリの『画家・彫刻家・建築家列伝』によれば、ラファエロが夭折したのは「聖金曜日」（1520年4月6日）のことで、この日はおそらくラファエロ37歳の誕生日である。ある時、度を越して情事を楽しんだために熱病に罹患したが、体調を崩した理由を主治医に説明しなかったために、瀉血という誤った治療を受けたことが死因だとしているが、ヴァザーリの脚色であるという異論も多い。直接的な死因はどうであれラファエロの病状は急速に悪化し、15日間の闘病の末に一時的に小康状態を取り戻して臨終の秘跡を受け、最後の告解を行った。口述した遺言には、残される愛人のために基金を設置してバヴィエラ出身の忠実な下僕にその基金運用を委託することや、工房の所蔵物の多くをジュリオ・ロマーノとジャンフランチェスコ・ペンニに遺贈することなどが含まれていた。そして死去したラファエロの遺体は、遺言通りにローマのパンテオンに埋葬された。
ラファエロの葬儀は多くの弔問客が押し寄せる非常に壮大なものだった。ラファエロの遺体が納められた大理石の石棺にはピエトロ・ベンボによる哀悼詩が二行連で刻まれている。

## 評価

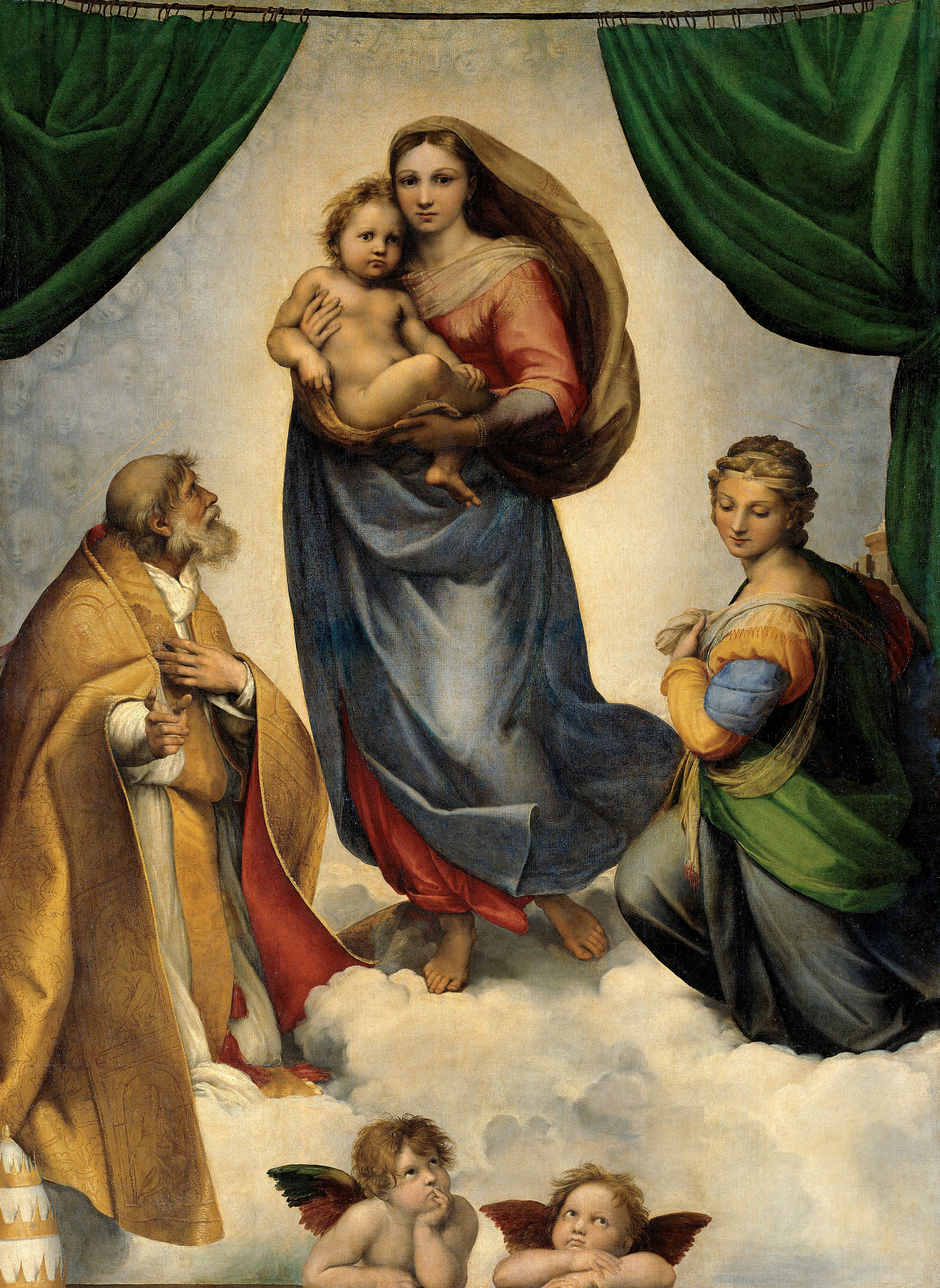
『システィーナの聖母（1513年 - 1514年）
アルテ・マイスター絵画館所蔵。

作品自体の影響力こそミケランジェロに及ばなかったものの、ラファエロは同時代人から高く崇敬されていた。しかしながら、ラファエロの死後主流となった芸術様式のマニエリスム様式とその後のバロック様式は、ラファエロの芸術とは「正反対の方向へと向かって」いった。ドイツ人美術史家ワルター・フリートレンダー (en:Walter Friedländer) は「ラファエロの死とともに古典主義たる盛期ルネサンスは衰退し始めた」としている。そしてラファエロは、行き過ぎたマニエリスムを嫌う人々にとって理想の存在であるとみなされるようになっていった。
ヴァザーリがもっとも尊敬する芸術家はミケランジェロだったが、有害な影響を与える点も見られるとして、賛美一方だった初版とは違って『画家・彫刻家・建築家列伝』の第二版では、ミケランジェロに否定的な記述を追加している。
ラファエロの作品構成は高く評価、模倣され、後世の芸術アカデミーにおける教育の礎となった。ラファエロの作品がもっとも大きく絵画界に影響を及ぼしたのは、17世紀後半から19世紀にかけてで、その完璧な様式美とバランス感覚が極めて高く評価され、芸術作品分野の優劣を意味するジャンルのヒエラルキー (en:hierarchy of genres) で最高位を占める歴史画分野の第一人者と目された。ロココ期のイギリス人画家ジョシュア・レイノルズは著書『講話』でラファエロの作品は「明快かつ厳粛で、威厳ある品格」で「最高の画家であり他者の追随を許さない」とし、とくに『ラファエロのカルトン』やフレスコ壁画を高く評価している。
レイノルズはラファエロのフレスコ画を高く評価し、板絵には僅かな感傷的見解以外にあまり興味を示さなかったが、19世紀になってからこれらの板絵が高く評価されるようになった。ラファエロが聖母マリアを描いた作品群について1864年生まれのスイス人美術史家ハインリヒ・ヴェルフリンが「世界中のどの芸術家よりもこのようなラファエロの作品は大量に再生産され、誰もが子供の頃からラファエロの絵画に慣れ親しむようになった」と述べている。
19世紀イングランドのラファエロ前派の芸術家たちは、ラファエロの作品とラファエロを賞賛するレイノルズらを明確に否定し、ラファエロの「悪影響」が及ばない時代の芸術作品を模範とした。この思想に大きな影響を与えていたのは19世紀の美術評論家ジョン・ラスキンである。
20世紀の著名な美術批評家バーナード・ベレンソンは、ラファエロを盛期ルネサンスで「もっとも有名でもっとも愛された」画家であるとしているが、ミケランジェロあるいはレオナルド・ダ・ヴィンチが盛期ルネサンスでもっとも有名で愛された画家と見なす研究者もいる。